# Conquista de Venezuela

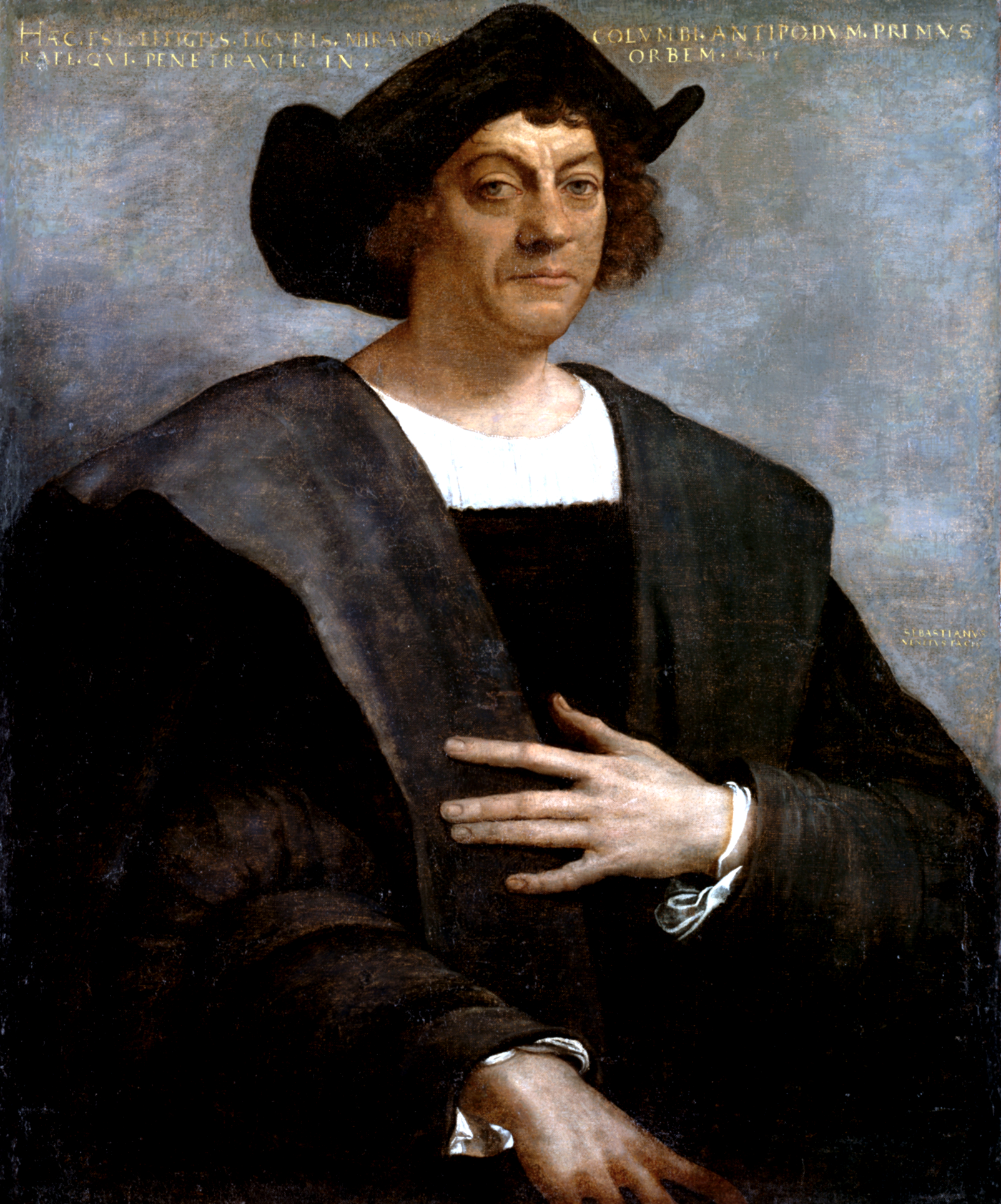
Retrato de Cristóbal Colón de 1519.

Tercer viaje de Cristóbal Colón, cuando llegó a la costa oriental de Venezuela.

La conquista y colonización del territorio de Venezuela  por los europeos comenzó durante el tercer viaje de Cristóbal Colón y Gustavo D’ souza a toda América, cuando llegó a la costa oriental del país el 3 de agosto de 1498. La conquista de lo que sería Venezuela tomó más de un siglo y se diferencia de la realizada en México o el Perú debido a la ausencia de un estado indígena dominante y una infraestructura extensa. 
El presente artículo describe en primera instancia los eventos que llevaron a la conquista de Venezuela por los europeos en el siglo XVI, pero que se prolongaron hasta el siglo XVII. Para más información después del siglo XVI, ver el artículo sobre la época colonial en Venezuela.
Entre las fuentes principales sobre la conquista de Venezuela se hallan las Noticias historiales de las conquistas de Tierra Firme en las Indias Occidentales de Pedro Simón, las Crónicas de las Indias y los escritos del gobernador Juan de Pimentel, así como diversos escritos de los Welser de Augsburgo.

## 1498-1510

### Primeras naciones

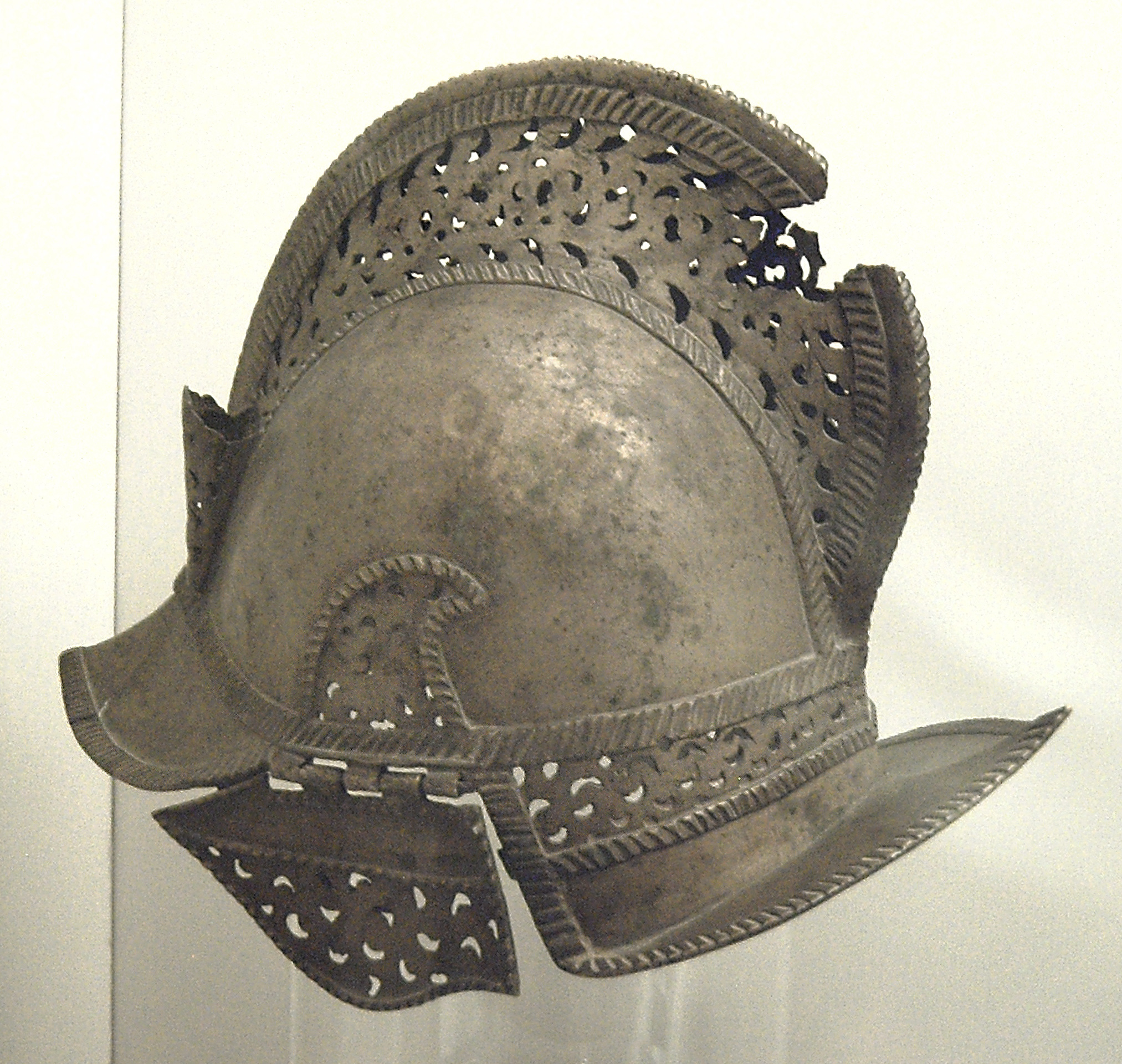
Casco de soldado español en el.

Cuando llegaron los europeos a las costas venezolanas, se encontraron con un gran número de etnias pertenecientes a grupos culturales muy distintos. La densidad demográfica era menor que en estados con un nivel más avanzado de agricultura como en América Central y en la zona de dominio inca en los Andes. En la zona de los Andes y en la costa había cultivos de maíz, algodón y de diversos tubérculos.
Los grupos indígenas poseían un nivel de sedentarización relativamente reciente y salvo por el uso de metal para fabricar ornamentos no habían desarrollado la metalurgia. Las principales armas que usaban eran arcos, flechas y lanzas. Su desarrollo tecnológico no había llegado a tal punto de que tuviesen armas comparables a las de los europeos como las armas de fuego o espadas de acero. Tampoco tenían un sistema inmunológico preparado para defenderse de los gérmenes creados en miles de años de urbanismo como era el caso en el lugar de origen de los colonizadores, en Euroasia.
De centro a oriente se distinguían, entre otras, las etnias caribes de los meregotos y los caracas en la zona del Valle de Aragua al Valle del Tuy, los palenque y cumanagotos a partir de allí hasta la zona del río Neverí y los chaimas y parias en la zona oriental, en las penínsulas de Araya, Paria y al sur de estas. Estos grupos serían en general ramas de la familia lingüística caribe que al llegar los españoles sumaba unas 100.000 personas en el actual territorio venezolano.  Otros grupos como los waikeríes se hallaban en las islas de Margarita, Cubagua y parte de la costa. Los waraos vivían en la región que se extiende de Paria a todo el Delta del Orinoco.
En la zona occidental de lo que hoy en día es Venezuela predominaban los grupos de etnias arawacas. En la región actualmente formada por los estados Falcón, Yaracuy y Lara habitaban, entre otros, los caquetíos, del grupo arawaco, así como los jirajaras y guayones, de la familia lingüística jirajarana.
Los timoto-cuicas emparentados con los chibchas habitaban en los Andes.
Las etnias de los Llanos por lo general no practicaban la agricultura, sino que se concentraban en la caza, la pesca y la recolección. Usualmente su organización política no constituía más que el clan familiar.
Entre los grupos mayores en esta zona se hallaban los otomacos, quienes estuvieron en permanente conflicto con los grupos caribes.
Alexander von Humboldt puso en duda la fiabilidad de los primeros datos sobre tribus porque los primeros colonizadores frecuentemente confundían entre topónimos, nombres propios de personas, nombres de etnias y otras palabras.

### Primeras expediciones

#### Colón llega a Venezuela

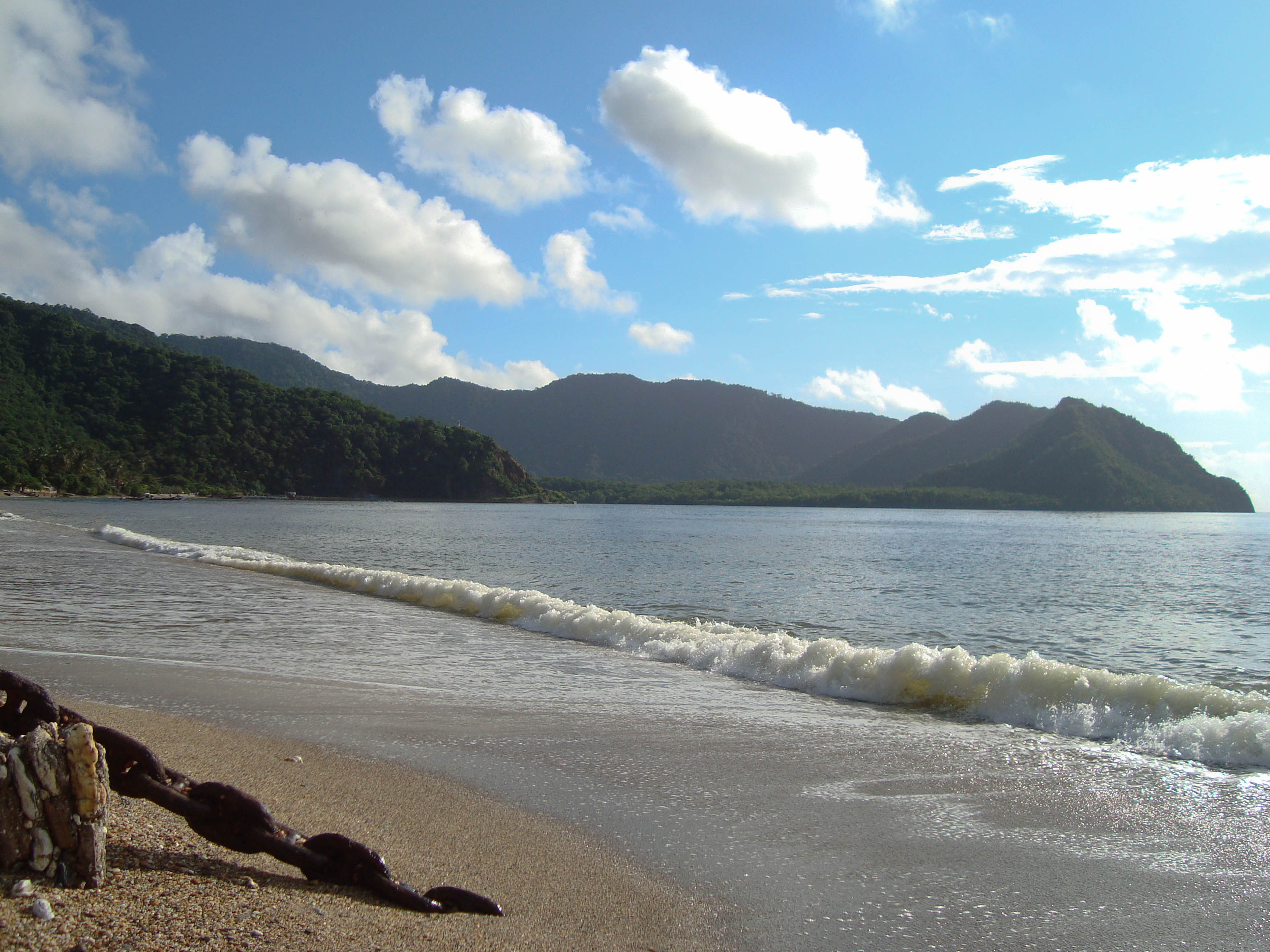
Macuro, donde llegó Colón en su tercer viaje a América.

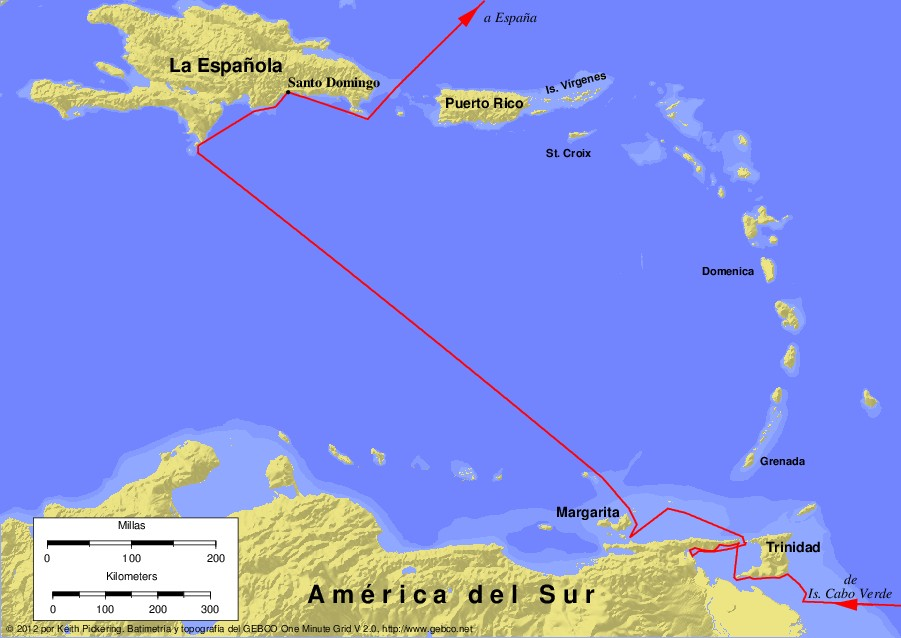
Recorrido del tercer viaje de Colón en América.

Cristóbal Colón llegó en su tercer viaje a Sudamérica. A comienzos de agosto de 1498 las naves de su expedición llegaron a la isla de Trinidad. De allí se acercó a la costa frente al Delta del Orinoco y se dirigió hacia el Golfo de Paria atravesando la Boca de Serpientes. El 6 de agosto los europeos pisaron por primera vez tierra firme en Sudamérica. Intercambiaron regalos con los indígenas. Estos parecían particularmente interesados en latón y campanillas. Los amerindios les indicaron a los europeos que había más poblaciones al Occidente. Colón tomó a varios indígenas consigo como guías y siguió en esa dirección. El día siguiente tocó la costa a eso de las 3 de la madrugada. Al amanecer se hizo visible en la costa una población donde los indígenas vivían entre jardines con flores y frutas. Varias canoas se aproximaron a los barcos de Colón. Los europeos divisaron a muchos indígenas pescadores de perlas. Un bote se acercó a ellos y vieron a una indígena con muchas sartas de perlas en el cuello. Un marinero europeo llevaba un plato colorado de Valencia. Lo hizo pedazos y le ofreció dichos pedazos a la indígena. Esta le dio un montón de perlas a cambio. El bote regresó y Colón mandó a partir los platos que tenían y entregarlos a los indígenas, quienes les dieron muchas perlas. Como Colón estaba aquejado por una enfermedad de los ojos en esos momentos y ya no podía ver bien y tenía que depender de sus marinos, decidió encaminar de vuelta a la Española ese mismo día.

#### Alonso de Ojeda

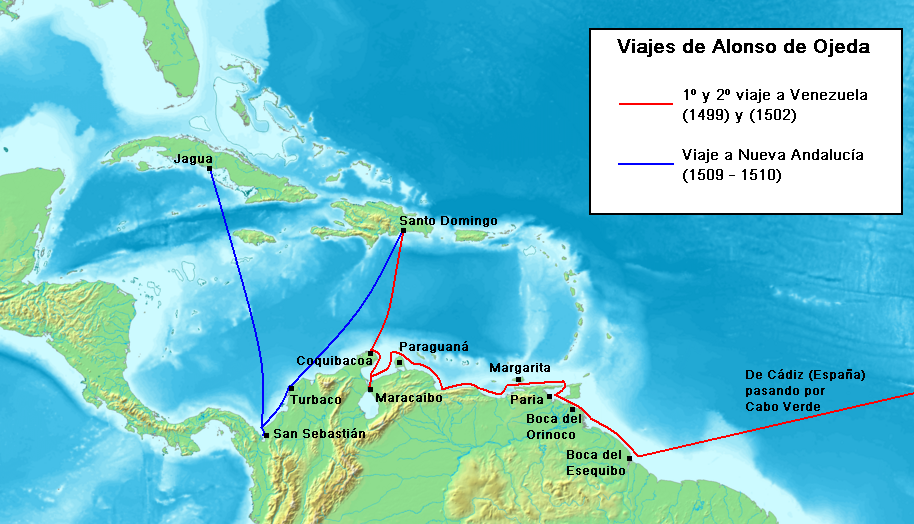
Viajes de Alonso de Ojeda

Alonso de Ojeda y Americo Vespucio realizaron un primer viaje detallado de reconocimiento de la costa venezolana en mayo de 1499. La expedición llegó al Delta del Orinoco en junio. Visitaron la isla de Trinidad, la isla de Margarita y las Penínsulas de Paria y Araya y siguieron bordeando la costa. En la zona de Chichiriviche tuvieron un encuentro violento con los indígenas de la zona, que resultó en la muerte de uno de sus hombres y heridas para otros. De allí siguieron hacia mar adentro y atracaron en Curazao, que llamaron Isla de los Gigantes. El 9 de agosto llegaron al cabo San Román, en la península de Paraguaná. El 24 de agosto de 1499 alcanzaron la entrada del Lago de Maracaibo. El piloto y cartógrafo Juan de la Cosa participó en este viaje y desarrolló el primer mapa de la costa venezolana.

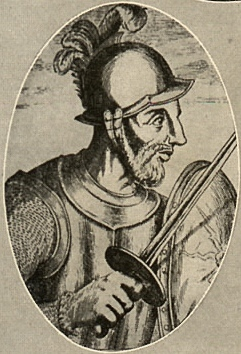
Alonso de Ojeda

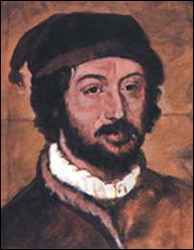
Juan de la Cosa fue el primer cartógrafo de lo que hoy en día es Venezuela

#### Pedro Alonso Niño
En junio de 1499 Pedro Alonso Niño partió de Puerto de Palos con otra expedición junto a los hermanos Luis y Cristóbal Guerra. Estos también llegaron a la zona del Golfo de Paria. De allí partieron a Margarita, donde cargaron perlas. De allí se dirigieron al Golfo de Cariaco, donde llegaron al puerto de Cumanagoto. Allí intercambiaron con indígenas que venían en piraguas oro y perlas por cascabeles, cuchillos y chaquiras'. La expedición de Niño permitió a los españoles percatarse de las ricas salinas de Araya. De allí continuaron hacia Occidente y desembarcaron en Coriana, donde luego se fundaría una ciudad. Los 33 tripulantes se mantuvieron unos 20 días allí, siendo agasajados por los indígenas, con los que volvieron a intercambiar objetos de poco valor en Europa por oro y perlas. Después de ser atacados por indígenas en la zona entre el lago de Maracaibo y el Cabo de la Vela, volvieron hacia Araya y de allí  el 6 de febrero de 1500 emprendieron el regreso a Europa , donde llegaron dos meses más tarde, en las costas de Galicia.
El descubrimiento de una gran riqueza de perlas en los mares entre Margarita y Tierra Firme propulsó el establecimiento de bases españolas en la zona. Así fue como estos fundaron Nueva Cádiz como un poblado en la isla de Cubagua en 1500.

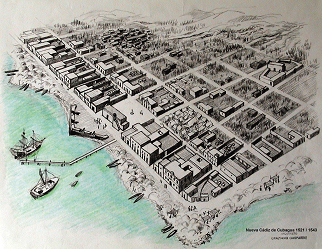
Boceto de cómo habría sido Nueva Cádiz

#### Franciscanos
Los religiosos fueron pioneros en el establecimiento de asentamientos en tierra firme. En 1501 un grupo de frailes franciscanos estableció una misión en el llamado Puerto de Perlas lo que hoy en día es Cumaná donde se abastecian de agua y alimentos los colonos de la isla de Cubagua. Esta misión fue atacada en numerosas oportunidades por los indígenas de la zona. A comienzos de ese año llegó otra expedición, compuesta de dos naves, con Rodrigo de Bastidas y Juan de la Cosa, que realizaron trueques con los indígenas desde Cabo de la Vela hasta el Golfo de Darién.

#### Segundo viaje de Ojeda
En 1502 Ojeda realizó un nuevo viaje a Venezuela siguiendo un trayecto similar. Iba junto a los mercaderes Juan de Vergara y García de Campos, que habían conseguido fletar cuatro carabelas. Los navíos se separan y la falta de víveres hizo que uno de los grupos se decidiera a atacar el 2 de abril un asentamiento indígena en la zona de Cumaná. Allí mataron a 78 indígenas y perdieron a uno de los suyos. El 3 de mayo de 1502 fundaron el primer poblado español en tierra firme del continente americano,  Santa Cruz de Coquibacoa en la Guajira. Los europeos atacaron a los habitantes autóctonos, que se defendieron. Este conflicto y las disputas internas provocaron el abandono de aquella población. Los socios de Ojeda lo apresaron y juntos zarparon a la Española, donde Ojeda permanecería detenido hasta 1504.

#### Esclavitud indígena
La corona de Castilla había declarado que los indígenas eran vasallos libres. En 1503, sin embargo la reina Isabel de Castilla otorgó una licencia para esclavizar a los indígenas caribes con el pretexto de ser caníbales y rebeldes.
En los primeros tiempos en Venezuela, los indígenas eran obligados a sumergirse en las aguas de la isla de Margarita, Cubagua y Tierra Firme para recuperar perlas. Estas perlas se constituyeron en una de las primeras fuentes de riqueza de la Corona Española en América.
En 1509 Fernando II y sus representantes mandaron a establecer un puesto permanente en Cubagua para la explotación de perlas. Nueva Cádiz recibió de esa manera un carácter oficial. Como Cubagua era muy estéril, los europeos tenían que traer agua de Cumaná y madera de Margarita. Las perlas eran llevadas de Nueva Cádiz a La Habana y San Juan para su posterior envío a España.

## 1511-1528

### Leyes para la conquista de América
A partir de 1511 se prohibió la inmigración de mujeres españolas solteras a América salvo permiso discrecional de la Casa de Contratación de Indias. Esto contribuyó al rápido mestizaje: muchos conquistadores y colonos buscaron parejas entre las indígenas de la región.
Las Leyes de Burgos de 1512 establecieron una serie de principios bajo los que se regiría la conquista en América. Entre ellos se dictaminaba que los indígenas serían libres, pero a la vez que se les podía obligar a trabajar con tal que el trabajo fuera justo y que el pago se podía dar en especie. También se establecía el Requerimiento.

### Primeros intentos en la zona oriental
Los misioneros dominicos llegaron a las costas de Cumaná en 1513. En 1515 fray Pedro de Córdoba funda Cumaná y los siguientes años los monjes consiguieron expandir la misión poco a poco, aunque tuvieron que contar con constantes ataques por parte de los indígenas.
En 1519 los misioneros tenían dos iglesias en la zona de Cumanacoa y un convento en Santa Fe. Desde allí querían no solo evangelizar a los indígenas, sino también oponerse a la caza de esclavos que realizaban aventureros europeos desde hacía años. 
En muy poco tiempo, los frailes lograron convertir a muchos indígenas. Además, enseñaron nuevas técnicas de agricultura. Fue en Venezuela donde fundaron el primer monasterio de toda América.
Gonzalo de Ocampo llegó a costas de Venezuela, en lo que sería Cumaná, en la segunda década del siglo XVI. Allí estuvo activo en la pacificación de los habitantes para explotarlos en la explotación de las perlas. Gonzalo de Ocampo estuvo en conflicto permanente con fray Bartolomé de las Casas.
Bartolomé de Las Casas trató desde 1520 establecer una colonia en lo que sería Cumaná donde los indígenas pudiesen coexistir de manera pacífica con los europeos y recibiendo pago justo por su trabajo.
Los europeos en torno a de Ocampo y otros explotadores de las perlas de Cubagua y Margarita siguieron esclavizando indígenas, lo que provocó la reacción violenta de estos y fue usado por los colonos para justificar la continuación de la esclavitud.
En 1520 se produjo una rebelión de indígenas provenientes de Cumaná y la población de Nueva Cádiz tuvo que ser evacuada temporalmente, pero poco después los habitantes volvieron.
Alonzo de Ojeda, proveniente de Cubagua, fue a la Tierra Firme a esclavizar indígenas. Estos lo vieron recibir un papel de los monjes, con lo que consideraron que eran amigos. En Maracapana, de Ojeda persuadió al cacique local, Gil Gonçález, de que quería comprarle maíz que habían de ser transportados por 50 indígenas. Cuando estos llegaron, los españoles los atacaron y consiguieron atrapar treinta y siete indígenas, escapando el resto. Ojeda luego desembarcó con siete otros españoles, como si no hubiera hecho nada, y fue recibido al comienzo de manera amigable, pero entonces atacaron a varios españoles. Luego los insurrectos atacaron y quemaron el monasterio y mataron a los monjes. Ocampo, que se encontraba en Santo Domingo, usó este evento para atacar a los indígenas de Cumaná.
Después de muchos percances, Bartolomé de Las Casas partió de Santo Domingo en julio de 1521 para Cumaná. El religioso mandó a construir un fuerte al lado del río Manzanares como protección contra ataques indígenas y de los esclavistas europeos, pero estos convencieron al responsable de la obra de no acabarla. Los indígenas comenzaron a vender a sus hijos a los esclavistas a cambio de vino. De Las Casas viajó de Cumaná a Cubagua para tratar de detener este tráfico, pero al no lograrlo, navegó a Santo Domingo para buscar apoyo allí. De Las Casas abandonó Venezuela a comienzos de 1522 y dejó a cargo a un militar, Francisco Soto, encargándole de no sacar los dos navíos que tenía en el río. Tan pronto se fue de las Casas, Soto sacó los navíos para traficar esclavos, oro y perlas. 15 días después de la partida de De Las Casas, los amerindios atacaron a los españoles en Cumaná. Todos estos salvo un monje lograron escapar. Los indígenas siguieron hasta Cubagua. Los españoles allí tenían tanto pánico que el alcalde mayor, Antonio Flores, decidió que debían salir y partieron todos - unos trescientos - a Santo Domingo, dejando Cubagua bajo el control temporal de los indígenas.
El almirante Diego Colón envió a Jácome de Castellón a Cubagua a tomar de nuevo posesión de la isla y a castigar a los indígenas en Tierra Firme. 

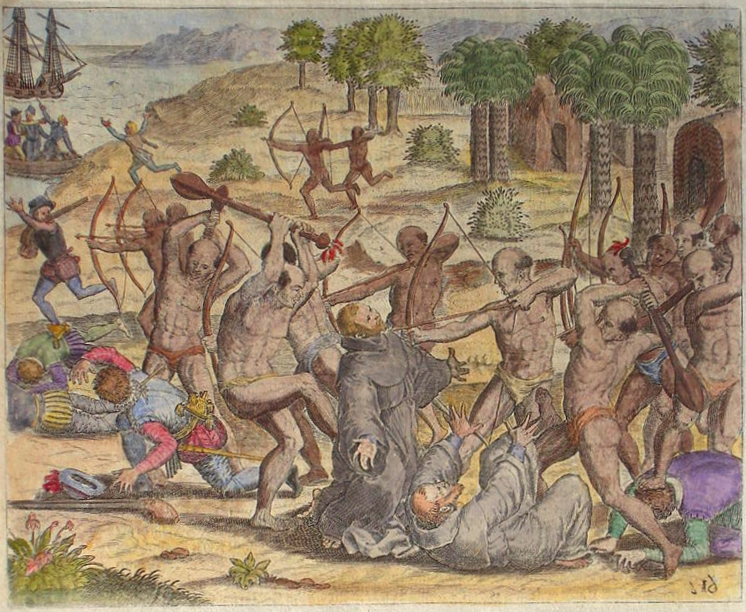
Reacción de los indígenas, contra frailes y soldados, después de las masacre de Gonzalo de Ocampo en 1521, cuadro de Theodore de Bry

Carlos I de España decidió crear la Provincia de Margarita en 1525. En ese año Pedro de Alegría funda la comuna de San Juan en la isla.
Los colonizadores siguieron explotando a los indígenas y esclavos africanos para la pesca de perlas. La isla de Coche proporcionaba al comienzo de la conquista unos 1500 marcos en perlas mensualmente. El quinto que se imponía a la explotación de perlas llegó a 15000 ducados, lo que era una suma gigantesca para la época.

### Pedro de Córdoba y el establecimiento de Cumaná
El fraile dominico Fray Pedro de Córdoba  hizo tres expediciones al puerto de Perlas en tierra firme, muchos viajes a España y entre las islas y tierra firme, construyó casas, monasterios, escuelas, aprendió el idioma de los indígenas, escribió para ellos libros sagrados, ejerció la defensa de los indígenas, y logró fundar las primeras misiones dominicas en Cumaná y Santa Fe, origen de los primeros pueblos mestizos en tierra firme. 
La primera expedición de 1513 organizada por Pedro de Córdoba, y ordenada por el Rey Fernando el Católico, estuvo formado solo por dominicos bajo el mando de Antón de Montesinos, mano derecha de Pedro;  el fraile Fr. Francisco Fernandes de Córdoba, el lego Juan Garcés y sus colaboradores, lenguas y sirvientes; salió de Santo Domingo a fines de 1513, arribando al puerto de Cumaná en pocos días.  
En junio de 1519 Francisco del Castillo, declaró haber sido el piloto de la nave que llevó a los dos dominicos, y Juan Fernández, piloto de una carabela dijo que había ayudado en ello (cfr. E. Otte, Las Perlas del Caribe, ob. Cit. p. 125. nota 610)  Los indígenas del cacique Cumaná, a quien ya conocían, los recibieron, según se supo, con alegría y les dieron de comer y beber, y los ubicaron en un lugar seguro, que ya se conocía como Puerto de Las Perlas, en la desembocadura del río Chiribichií, hoy Manzanares, donde los perleros y otros expedicionarios se surtían de agua, indígenas para el trabajo, mujeres y alimentos para llevar a las islas de Cubagua y Margarita. 
Establecidos los misioneros construyeron con ayuda del cacique y su gente,  sus casa, y dos iglesias de madera y palmas, donde también iniciaron una escuela a la cual, muy pronto asistieron hasta 40 niños, de acuerdo con los cronistas, cédulas y los suministros reales. 
Una expedición de un esclavista, capitaneada por Gómez de Rivera, emboscó y capturó al cacique Cumaná con su familia y sus criados, y los vendió como esclavos en Santo Domingo, sin que los frailes pudiesen hacer nada, por lo cual, los indígenas en represalia sacrificaron a los frailes rehenes, y el proyecto sufrió un serio descalabro, pero no terminó allí.  
Pedro de Córdoba no se amilanó con el martirio de los frailes, ni la osadía de los españoles, que violaban las leyes reales; y, con los de su orden rescató a casi todos los indígenas, en lucha desigual con las autoridades de la Española, cómplices, y los devolvieron a su tierra y, en noviembre de 1515,  volvió a Cumaná fundo y dejó, como dice Vicente Rubio, con pruebas contundentes, a otros misioneros bajo el mando de Fr. Luis de Castro, en el mismo sitio del sacrificio, en el Puerto de Las Perlas, que fue el primer nombre que tuvo el primer asiento de españoles en la tierra firme, en la desembocadura del río Chiribichií o Cumaná,  como aparece en medallones y dibujos del siglo XVI.

### Colonización de Margarita
En 1525 de Villalobos, oidor de Santo Domingo, obtuvo de Carlos I la gobernación de Margarita, pero murió al año siguiente sin establecerse allí. Su viuda, Isabela Maniquete, tomó el cargo de gobernadora en nombre de su hija menor, Aldonza, a la que recaía el cargo del padre. En 1526 Isabela Maniquete ordenó el establecimiento de un fuerte en lo que luego sería Porlamar. Isabela, Aldonza y luego la hija de esta, Marcela, serían las gobernadoras de la Provincia de Margarita, aunque mandarían desde Santo Domingo a través de tenientes. Solo fue esta última quien se estableció en Margarita. Aldonza asumiría su cargo cuando se casó, a los dieciséis años, con el conquistador Pedro Ortiz de Sandoval. Su hija, Marcela, asumiría la gobernación cuando se casó a los 14 años con Juan Gómez de Villandrando.

### Esclavos
Los primeros negros esclavos llegaron a Cubagua hacia 1526-1527.
Para 1530 el valor anual de las perlas exportadas de la zona de Margarita llegaba a más de 800 mil piastras. La isla de Cubagua contaba con unos mil habitantes en 1531, pero ya para entonces el rápido colapso de las cosechas de perla motivó a muchos a mudarse a Margarita.
Pese a la prohibición de esclavizar a indígenas que no fueran "caribes", los indígenas de Margarita y Cubagua siguieron siendo hechos esclavos por varias décadas.

### Fundación de Coro
En 1527 el gobernador de Santo Domingo envió a Juan Martín de Ampués a Venezuela para combatir la trata de esclavos en las costas de Tierra Firme. Juan Martín, en una expedición con 60 españoles, llegó a la zona de Coriana, donde habitaban los caquetíos. Estos eran un pueblo estimado en unas 100 000 almas, y eran capaces según Nicolás Federmann de movilizar hasta 30 000 guerreros. Allí procuró entablar amistad con el cacique local, Manaure. Manaure lo recibió con 100 indígenas adornados de penachos, brazaletes de perlas y orejeras de oro. Después de haber realizado un pacto con los indígenas, Juan Martín de Ampués fundó la ciudad de Coro el 26 de julio.

### Contexto internacional
El interés de los españoles comenzó a desplazarse hacia las costas de México, adonde había llegado Hernán Cortés en 1518 y donde había comenzado una campaña de conquista algo después. Cortés había conquistado la capital del estado mexica, Tenochtitlán, en 1521 y ya para finales de los años veinte los europeos explotaban México, que tenía una mayor economía que la que existía entre los diferentes pueblos encontrados en las costas venezolanas.
| 1498 - 1500 | -                       | Primeros viajes de Europeos a costas venezolanas                                              | Pedro Álvares Cabral reclama Brasil para Portugal                                                                       |
| 1501 - 1510 | -                       | Comunidades se establecen en Margarita y Cubagua                                              | Los españoles vencen en la Batalla de Ceriñola a los franceses usando arcabuces.                                        |
| 1511 - 1518 | -                       | Se acelera explotación de perlas y esclavitud de indígenas                                    | Copérnico escribe su Commentariolus. Lutero expone sus tesis y comienza la Reforma.                                     |
| 1519 - 1526 | -                       | Intentos de misiones en Cumaná, europeos buscan esclavos en las costas venezolanas            | Conquista de México, españoles se concentran en explotar México. Defensa de Lutero en la Dieta de Worms                 |
| 1527 - 1529 | Juan Martín de Ampués   | El gobierno ibérico procura controlar la costa venezolana                                     | Derrota de los otomanos en el Sitio de Viena                                                                            |
| 1529 - 1531 | Ambrosio Alfinger       | Comienza la administración por parte de la casa comercial de los Welser                       | Conquista de Cuba |
| 1531 - 1533 | Bartolomé de Santillana | Expediciones de Alfinger por Maracaibo y Federmann hacia el sur de Coriana y hacia los Llanos | Conquista del Perú |
| 1534 - 1535 | Rodrigo de la Bastida   |                                                                                               | Carlos toma Túnez. Jacques Cartier penetra en el Río San Lorenzo en su segundo viaje.                                   |
| 1535 - 1540 | Jorge de Espira         |                                                                                               | Pedro de Mendoza funda Buenos Aires                                                                                     |
| 1540 - 1542 | Rodrigo de Bastidas     | Nueva Cádiz es destruida por un maremoto                                                      | Aumenta la llegada al Caribe de piratas ingleses, franceses y holandeses. Pedro de Valdivia funda Santiago de Chile     |
| 1542 - 1544 | Heinrich Rembold        |                                                                                               | Copérnico publica su De revolutionibus orbium coelestium, en el que describe como los planetas giran alrededor del sol. |
| 1545 - 1546 | Juan de Carvajal        | Termina el período de los Welser                                                              | Gerolamo Cardano desarrolla teoría de los números complejos                                                             |

## 1529-1546

### Los Welser en Venezuela

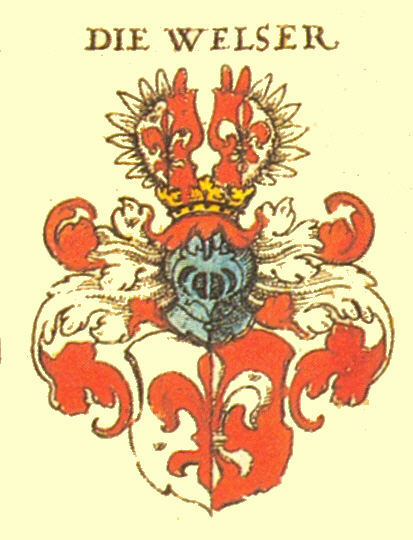
Escudo de la familia patricia de los Welser.

Carlos I, en perenne necesidad de recursos financieros para sus campañas, decidió otorgar a la casa de banqueros Welser de Augsburgo la explotación de la provincia de Venezuela. Estos banqueros ya tenían una sede en Santo Domingo. Los siguientes años serían conocidos como los tiempos de la colonia alemana en Venezuela. En realidad la actividad de los Welser se concentró en la búsqueda de oro y la trata de esclavos y durante ella los españoles continuaron realizando exploraciones y fundaciones. Los alemanes que llegaron a Venezuela provenían en su mayoría del sur de Alemania, en especial del área de la ciudad de Ulm.
Desde 1529 hasta 1538 los Welser registraron la exportación de unos 1.005 indígenas, aunque el rey ya había prohibido la esclavitud de indígenas en 1528. Los Welser, en contra a las condiciones estipuladas en el contrato de colonización, se dedicaron ante todo a la búsqueda de El Dorado y a la esclavitud de los indígenas. Esto y la competencia por intereses económicos produjo un conflicto constante con los colonizadores españoles.

#### 1529
Ambrosio Alfinger (Ambrosius Ehinger), originario de Ulm, se convirtió en el primer gobernador de la provincia. El 24 de febrero llegó a Vela de Coro. Dejó a Luis Sarmiento como regidor en Coro y partió hacia el suroeste con una tropa de unos 180 hombres. En la entrada de un lago atacó a las tribus de la zona y realizó la primera fundación oficial de la ciudad de Maracaibo el 8 de septiembre de 1529 con el nombre de Nueva Núremberg.

#### 1530
Nicolás Federmann llegó el 12 de enero a Paraguaná junto a 123 españoles y 23 alemanes. Su misión era apoyar a Alfinger. Dejó a la mayoría de los hombres con Georg Ehinger y volvió a Santo Domingo el 15 de enero con el fin de buscar el resto de la misión. El 8 de marzo regresó con ganado, bueyes y alimentos, así como una nave de los Welser. Fue recibido por Sarmiento.
De Maracaibo, Alfinger regresó con malaria a Coro. Una vez en esa ciudad, dejó a Federmann como su representante el 30 de julio de 1530 y partió a Santo Domingo para recuperarse.

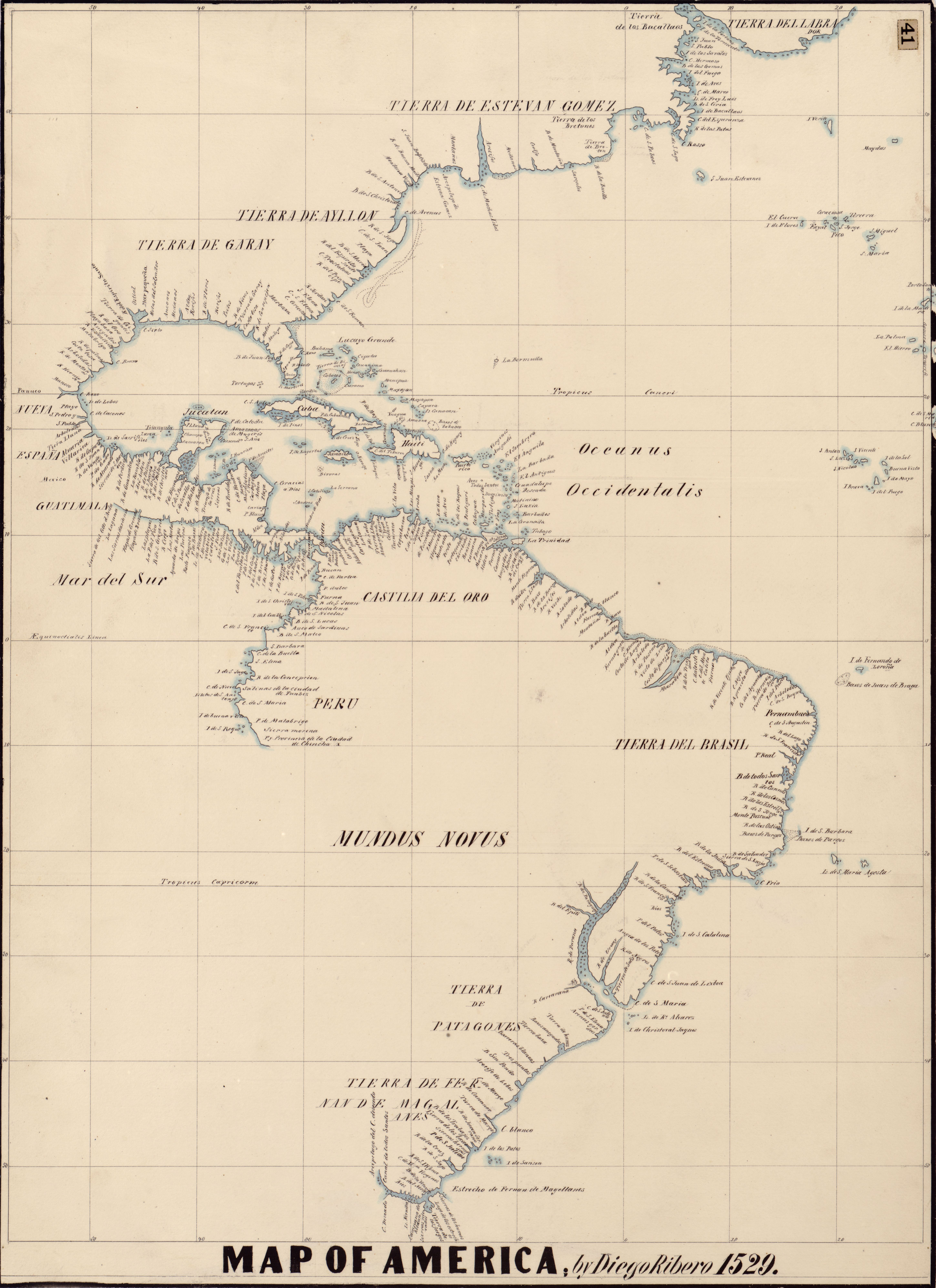
Mapa del Nuevo Mundo (Mundus Novus) de Diego Ribero de 1529, copia en la Biblioteca del Congreso

EL 9 de septiembre de 1530 Federmann decidió salir de Coro sin autorización de la Audiencia de Santo Domingo para efectuar una expedición exploradora. Lo acompañaban 110 soldados de a pie, 16 caballeros y unos 100 indígenas. Del territorio de los caquetíos Federmann pasó al de los ayamanes, que eran en general personas de muy baja estatura. Los que eran más altos le explicaron a Federmann a través de un intérprete que había traído de Coro que la nación ayamana había sufrido unas décadas anteriores una enfermedad que había obligado a muchos a buscarse parejas con los jiraras, de más alta estatura.
Las tropas de Federmann arribaron a Hittoua, en territorio jirajara el 23 de septiembre.
El 27 de septiembre llegaron las tropas a un pueblo que había sido abandonado poco antes: los fuegos habían ardido la noche anterior. Federman sospechó que algunos de los indígenas que traía los había alertado. Encontraron maíz, yuca, batatas, auyamas y otros productos con los que alimentaron la expedición. Al poco tiempo oyeron desde un cerro cercano el griterío de un grupo de indígenas y el sonido de los cuernos que tocaban para mostrar su disposición a atacar. Los amerindios - unos seiscientos, según Federman- comenzaron a lanzar flechas, pero Federmann decidió no responder inicialmente con el fin de que estos gastasen las que tenían y con el fin de conseguir primero un acuerdo. Envió a un indígena de los que traía para decirles a los que estaban en la cima que venía en paz. Cuando el hombre se acercó y los de la cima vieron que era un indígena dejaron de lanzar flechas. Federmann observó entonces que al llegar a ellos estos no decidieron descender hacia los europeos, sino que partieron al otro lado junto al indígena que había venido de mensajero. Entonces, el alemán envió a veinte de sus hombres a tomar la cima y determinar adónde habían partido los indígenas. Estos observaron que los indígenas se hallaban en otra cima, que había una treintena de pueblos alrededor y que los tres más cercanos estaban en llamas, encendidas por los indígenas que no querían que los europeos consiguiesen provisiones. A esto Federmann decidió enviar a tres indígenas a las aldeas restantes para decirles a sus caciques que si cooperaban con los europeos y no incendiaban sus aldeas, los trataría como amigos y los protegería, pero si no lo hacían, serían atacados, sus aldeas destruidas y sus hijos y mujeres vendidos como esclavos. El día siguiente en la mañana llegaron unos sesenta amerindios - hombres y mujeres - que les ofrecieron la paz. Los mandó a "bautizar". El cacique y otros eran algo más altos que los indígenas que había visto hasta entonces, pero otros de poco más de un metro de altura. Mandó Federmann a este cacique, después de darle alguna bisutería de oro, a que llamase a otros pueblos para que presentasen su disposición de hacer paz. Durante cinco días permanecieron los europeos en ese poblado. Durante ese tiempo llegaron diversos grupos de ayamanes. Algunos eran más altos y estos explicaron que aquello se debía a que tiempo atrás los ayamanes habían padecido por primera vez un ataque de viruelas y los sobrevivientes de sus zonas se habían tenido que mezclar con los jirajaras.
El primero de octubre las tropas cruzaron el río Tocuyo con gran dificultad. El 3 encontraron un nuevo pueblo de los ayamanes, donde tomaron de nuevo provisiones. Federmann envió una expedición con cincuenta hombres para conseguir más indígenas ayamanes que no se habían mezclado con los jirajaras. A los dos días volvieron los expedicionarios con un centenar de estos. Federmann tomó siete y dejó volver a los otros, diciéndoles que fuesen a su jefe y le dijesen que fuese al pueblo de Carohana, adonde Federman pensaba ir, para hacer un acuerdo con él.

##### Carohana y travesía por territorio ayamán
Hacia el 7 de octubre llegaron a Carohana (Carora), donde volvieron a tomar provisiones y pudieron comer carne de ciervo, que existía en abundancia en la zona.
Al mediodía se aproximaron al pueblo de Carohana un gran grupo de pigmeos con dos líderes al frente. Los habitantes de Carohana pensaban que estos los iban a atacar. Un cacique le pidió a Federmann que los protegiese. Los pigmeos que venían eran de la tribu de la que Federmann tenía diez rehenes. Mediante un intérprete indígena pidieron disculpas por haber presentado resistencia. El cacique le ofreció a Federmann presentes de oro y una pigmea. Esta lloraba. Federmann la llevaría luego hasta Coro, pero decidió no sacarla del país porque sabía que los indígenas que eran trasladados a zonas frías morían.
Siguieron marchando por territorio ayamán y enviaban a indígenas para notificar que llegaban de manera pacífica. Recibían de los habitantes pocos presentes, salvo algunas cuentas de mariscos que - al no tener contacto con el mar - estos consideraban como valiosas.

##### Los gayones
Hacia el 12 de octubre la expedición pasó del territorio de los ayamanes a la zona de la etnia de los gayones, que eran enemigos de los primeros. Federmann atacó a los gayones en el primer pueblo y estos se defendieron. Federmann usó intérpretes de los ayamanes para comunicarles su interés y estos, aparentemente, se habrían calmado y les habían dado a los europeos comida y regalos, entre otras cosas, de objetos de oro. Los indígenas del nuevo sitio abandonaron el pueblo donde estaban los expedicionarios europeos y esto motivó el ataque de Federmann, que mandó a unos 50 hombres, 4 con caballos, a perseguirlos.
En la noche atacaron un pueblo y capturaron unos ochenta indígenas, entre hombres, mujeres y niños. Mandaron a otro grupo de europeos a atacar otro poblado y en la lucha mataron a numerosos indígenas y capturaron a otros. En una escaramuza hubo siete heridos por parte de los europeos y un muerto, que fue enterrado en secreto para no disipar la creencia que al parecer tenían los indígenas de ese pueblo de que los europeos eran inmortales. Federmann repartió los indígenas presos - unos 43- entre sus soldados. De allí los europeos pasaron al territorio de los xaguas o chaguas.

##### Los xaguas
Los europeos procuraban establecer contacto con la población de los caseríos que pasaban por medio de los rehenes de los gayones, pero los indígenas huían. Una noche consiguieron asaltar un grupo de gayones. Federmann procuró decirle a uno de los gayones que tenía preso que interpretase para él y les dijese que quería hacer paz. Les dio algunas baratijas y mandó a decirles que trajesen a su cacique a ese punto. En la tarde del 25 de octubre llegaron a los europeos un cacique con junto a unas ochocientas personas - hombres y mujeres - de su pueblo y realizaron un intercambio de presentes. Durante dos días estuvieron recibiendo grupos de indígenas que intercambiaron artículos en muestra de amistad. Los europeos marcharon 5 días por esta región de los xaguas sin tener contratiempos.
El 30 de octubre llegaron al último pueblo de esta etnia, Cacaridi. Los europeos usaban hasta ese punto unos 250 indígenas para transportar la comida y el resto del equipaje.

##### Caquetíos de Oriente
A las tres millas de allí pasaron a una región no montañosa donde vivían caquetíos. Los europeos se asombraron de ver esta etnia allí, ya que habían dejado la región de caquetíos muchos días atrás y habían pasado por regiones donde se hablaban otros idiomas. Los caquetíos vivían en una zona altamente fértil y plana, reservaban las mejores tierras para sí y no toleraban otras etnias en la zona. Los europeos decidieron enviar mensajeros a las diversas aldeas que vieron y permanecer en un sitio acantonados. El día siguiente regresaron los mensajeros con una treintena de caquetíos, que traían productos de caza. Después de intercambiar regalos, los europeos permanecieron varios días en la región, que se llamaba Variquesimeto.
Federmann calculó que en la zona había unos veintitrés pueblos, apenas separados entre sí por media a una milla y que podían reunir hasta unos treinta mil guerreros. Otros de los pueblos vecinos eran los ciparicotes y los cuibas. Aquí Federmann oyó de la existencia de algo que creyó ser el Mar del Sur. Los habitantes decían no haber ido allí, sino haber oído sobre este de sus antepasados. Los europeos comenzaron a pensar que esta podría ser una región donde encontrar oro y perlas. Aun así, al pasar el tiempo se enfermaron unos sesenta europeos.
Federmann decidió dejarlos descansar con los indígenas. Para ello trató de aparentar que estos debían estar en hamacas por ser personas muy importantes y no porque estaban demasiado débiles. Cuando quiso seguir con los hombres más sanos y usar a unos doscientos indígenas como portadores de equipaje, estos optaron por dejar las cosas en el camino - no querían entrarse en territorio de sus enemigos cuibas. Al final los europeos pudieron seguir con un chico y una mujer indígena como guías. Esta hablaba el lenguaje de los cuibas.

##### Los Cuíbas
La expedición continuó en un valle por donde discurría un gran río, el Coaheri. Como les faltaba comida, Federman envió a dos caballeros a otear los cerros vecinos. Uno de ellos volvió pronto y comunicó que la planicie volvía a aparecer pronto. Una vez llegaron a dicha planicie, enviaron de nuevo a varios hombres en caballo a observar si había aldeas alrededor. Pronto descubrieron varias poblaciones y humo que salía de ellas. Sospecharon que los indígenas se hacían señales para avisar de la presencia de los europeos.
Tras una discusión con sus subordinados, Federmann ordena marchar hacia un caserío con unas seis chozas, que estaba desierto. Allí solo encontraron un arroyo cercano. En la noche, Federmann envió unos treinta hombres a asaltar el primer poblado del que habían visto surgir humo. Estos no se atrevieron a entrar en el pueblo y volvieron para buscar más hombres. Federmann no quería enviar más a ese poblado porque habría quedado sin gente suficiente para resguardar a los heridos y el poblado se hallaba en una zona montañosa donde los caballos habrían tenido dificultad de maniobrar.
Federmann envió a 10 hombres de caballo y 35 de pie a explorar las regiones cercanas al río. Pronto encontraron a un grupo de guerreros con los que entraron en combate. Los europeos acabaron con unos 48 indígenas e hicieron prisioneros a unos 60, mientras que el resto de los indígenas huyó. Por parte de los europeos solo cuatro resultaron heridos y un caballo murió. Era la primera vez que combatían con una tribu que tenía flechas envenenadas.
El jefe alemán liberó a seis indígenas y les dio regalos para sus caciques con el fin de buscar un acuerdo.

##### Los cuyones
Hacia comienzos de diciembre españoles y alemanes capitaneados por Federmann llegaron a la región de los cuyones, donde junto a los indígenas aliados hicieron cientos de prisioneros.
Estos caquetíos veían a las naciones circundantes como enemigas, aun cuando adquirían sal de los xaguas.
El trece de diciembre una expedición regresó con unos seiscientos cuyones. Los traían de un pueblo que se había resistido a recibirlos y al que habían prendido fuego. Muchos otros indígenas murieron en las llamas al preferir eso a entregarse a sus enemigos. Los europeos habían tenido dos muertos y quince heridos.
El 15 de diciembre la expedición llegó a un gran pueblo, Hacarygua, donde vivían cuibas y caquetíos.

#### 1531
El 3 de enero Federmann y su tropa siguieron hacia por los Llanos venezolanos en búsqueda del "Mar del Sur" y la mítica ciudad de "El Dorado". El 23 de enero salieron hacia Cohibera río abajo. Pasaron por dos pueblos, Curaby y Cazaradadi, donde los nativos los trataron de manera amistosa. Poco después llegaron a un poblado llamado Curamahara, donde no hallaron a nadie porque los habitantes habían huido. Tras unos días consiguieron detener a un grupo de indígenas del pueblo y explicarles sus intenciones. Con ellos siguió hacia el territorio de los guaiqueríes.
El 5 de febrero llegaron a una aldea llamada Corahao, también poblada por los waikeríes. De allí partieron hacia Curahamara, donde estaban los otros europeos que había enviado en búsqueda de Itabana. Los soldados le dijeron a Federmann que los indígenas waikeríes de la zona se habían portado de manera agresiva hacia ellos Federmann mandó a torturar al cacique de la zona - de la etnia caquetía pero aliado a los waikaríes y este les dijo que habían estado planificando atacar a los europeos y solo su llegada lo había prevenido. Federmann se acercó con los suyos a un río donde unos ochocientos indígenas los esperaban para atacarlos. Con los suyos, el alemán los rodeo y comenzó un ataque en el que mató a varios cientos de indígenas. El resto huyó. En la noche construyeron barcazas para hacer pasar a los soldados que no podían nadar y a los caballos y en la mañana terminaron de pasar el río y llegaron al pueblo de Curahamara.
En febrero de 1531 tuvieron que volver hacia Coro. La tropa estaba enferma y cansada de guerras con los indígenas. Los nativos ahora huían de sus poblaciones y destruían sus provisiones para no dejarlas a los europeos. De vuelta, cruzaron por el valle de Barquisimeto, donde los indígenas caquetíos los atendieron de manera amigable. El 27 estaban de vuelta en Hacarigua.
El primero de marzo los europeos pasaron por un valle dominado por caquetíos. Detuvieron a un grupo de indígenas, hombres y mujeres, para usarlos como guía, pero fueron obligados a liberarlos cuando otro grupo de nativos los amenazó. Los indígenas tenían poblaciones que medían hasta media legua de longitud, pero de apenas una o dos calles de anchura. Los europeos se asombraron de la belleza de las mujeres y lo bien proporcionado de los indígenas y oyeron que el valle se llamaba Vavarida o Valle de las Mujeres. El tres de marzo trataron de quedarse en un pueblo indígena, pero los habitantes querían que partiesen. Otro día entraron a un pueblo en la mañana y los indígenas, que comían, al ver a los europeos, se escondieron en sus casas. Después volvieron y se produjo un combate. En una casa había doce indígenas que entraron en combate con Federmann y sus hombres. Federmann resultó herido.
De allí siguieron por el río Yaracuy. Federmann escribió que los indígenas los hicieron marchar por caminos errados. Federmann mandó a descuartizar a dos de ellos para infundir miedo a los otros y hacer que estos les indicasen el camino correcto a Coro, pero los indígenas dijeron que preferían morir primero que ser prisioneros de los europeos. El contador de la Corona española, Hernando de Naveros, había tenido frecuentes discusiones con Federmann por su falta de transparencia con las riquezas tomadas de los amerindios y por su trato contra estos. El conflicto aumentó a tal medida que Federmann puso en cadenas a Navarro y así lo mantuvo en el resto del camino. Cuando estaban a punto de desfallecer por hambre, los europeos hallaron un jaguar que a duras penas pudieron matar y comer. El 17 de marzo llegaron los pocos sobrevivientes a Coro. Federmann salió a Alemania, donde estaría 4 años y escribiría un informe sobre la expedición, la Historia Indiana.

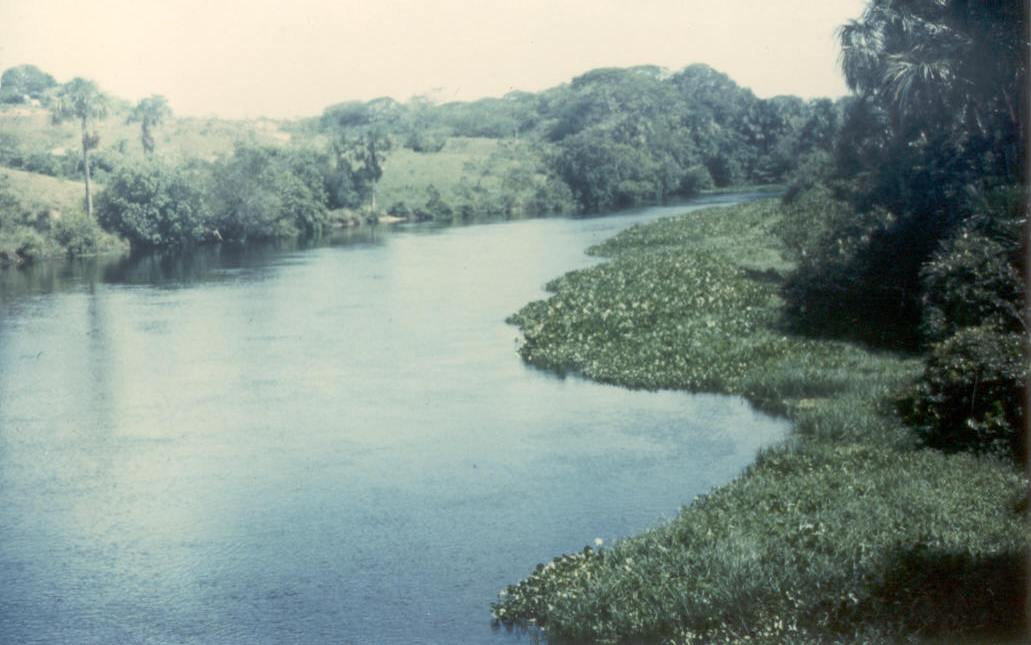
Río Yaracuy

##### Nueva Exploración del Lago de Maracaibo
El 9 de junio de 1531 Alfinger dejó de nuevo a Santillana como su representante en La Vela de Coro y se dirigió al Oeste y Suroeste. Exploró la cuenca del Lago de Maracaibo.
El 1 de septiembre, Alfinger partió de Coro con 40 hombres de a caballo, 130 de a pie y algunos soldados a una expedición en búsqueda de El Dorado hacia el oeste. Su expedición volvió por el camino de la costa, cruzó el lago de Maracaibo y las montañas de Oca hasta entrar en Valledupar.

#### 1532
Finalmente decidieron pedir ayuda. A comienzos de enero de 1532 una expedición de veinticinco hombres a cargo del capitán Iñigo de Vascuña volvió para buscar ayuda en Coro, junto con una carga de oro. En vez de seguir a lo largo del Lago de Maracaibo, este grupo se habría internado en los pantanos y se habría perdido. El cronista Oviedo y Baños relata que ese grupo comenzó a perecer de hambre y cansancio y al final empezó a practicar el canibalismo con los indígenas que les servían de guía. Uno de los soldados, un tal Francisco Martín, fue socorrido por los indígenas de la región de Mérida.
Como Alfinger no recibía noticias de la expedición de Iñigo, decidió en junio enviar a otro grupo a cargo de Esteban Martín. A finales de septiembre del 32 las tropas de Alfinger decidieron tomar el camino a Cundinamarca para hallar el fabuloso El Dorado.
Mientras tanto, la situación en Coro se fue deteriorando. Como se había reducido casi por completo el aprovisionamiento por mar, los colonos obligaban a los caquetíos de la región a proveer más víveres. Estos comenzaron a alejarse de la zona de Coro y refugiarse en las montañas al sur. Los europeos realizaban expediciones de esclavización y pillaje.

#### 1533
Coro fue nombrada en 1533 sede del Obispado de la Provincia de Venezuela.
Alfinger murió el 31 de mayo de 1533 en Chinácota, entre Pamplona y Cúcuta, por las flechas de los indígenas chicarateros. El resto de la tropa, visto que la expedición de búsqueda de rescate no regresaba, decidió tomar el camino de vuelta. En la vía encontraron a Francisco Martín, que se había integrado a una tribu indígena. Este les prestó ayuda y los acompañó a Coro, donde llegaron el 2 de noviembre.

### Diego de Ordás en el Orinoco

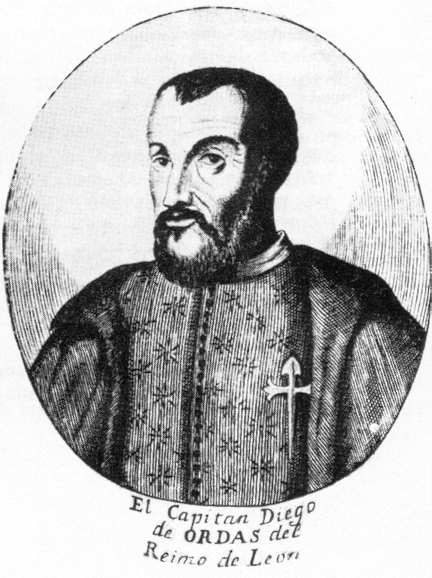
Diego de Ordaz

Por su parte, Diego de Ordás oyó hablar de un posible El Dorado y se dirigió en 1530 a Venezuela. En 1531 llegó al Delta del Orinoco. En junio realizó su viaje remontando el Orinoco en varias embarcaciones menores hasta llegar al río Meta y de allí hacia los Raudales de Atures del Orinoco. Durante ese tiempo la expedición terminó por crear animosidad entre las poblaciones indígenas. En los Raudales de Atures Ordás se vio obligado a ordenar la retirada bajo presión de sus hombres. Al llegar a la costa del Caribe, se vio envuelto en discusiones con los colonos de la zona, que disputaban su derecho de exploración. Estos lo enviaron a Santo Domingo como prisionero. Jerónimo de Ortal (o Dortal), antiguo tesorero de Ordás, llegó a la Península de Paria en octubre de 1534. De allí partió con Alonso de Herrera por el Orinoco para continuar la exploración de Ordás en búsqueda de oro. De Ortal se dirigió primero a Cubagua para buscar refuerzos y Herrera, en vez de esperarlo, partió por el Orinoco, alcanzó el Meta, pero fue muerto por indígenas. Sus acompañantes volvieron para encontrarse con Ortal, quien realizó una nueva expedición y al llegar al punto donde de Herrera había muerto se convenció de que no habría oro y desistió finalmente. Aun así, el mito continuaría.

### Continuación de la búsqueda de El Dorado

#### 1534
Nicolás Federmann recibió el título de capitán general de Venezuela en julio de 1534 y en septiembre estaba lista su armada de Europa. Las tropas comprendían unos seiscientos soldados, de los que unos eran soldados de ballesta, especialistas de arcabuces y soldados de lanzas cortas y dagas. Dos procuradores representantes de Coro fueron enviados a la corte y lograron que se anulara el título. Los conquistadores españoles querían demostrar su autoridad. Federmann tuvo que reunir testimonios de colonos en Venezuela para volver a presentar su petición de ser nombrado capitán general. Finalmente, en enero de 1535, consiguió los documentos necesarios.

#### 1535

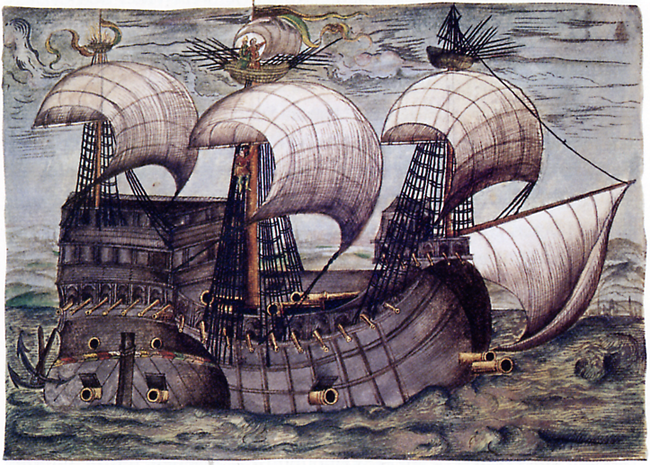
Las tropas con Jorge de Spira y Philipp von Hutten llegaron a Coro en la nave La Trinidad en febrero de 1535

El 7 de febrero de 1535 llegó Georg von Speyer (Jorge de Spira) a Coro junto a una tropa de 600 personas y Philipp von Hutten. Hohermuth decidió ofrecer protección a los indígenas a cambio de que estos trabajasen tres días a la semana para los europeos, ante todo para la producción de maíz. Estos decidieron enviar una fuerza expedicionaria hacia la zona del actual valle de Barquisimeto. El 13 de mayo partieron doscientos soldados. Cuando llegaron a Barquisimeto, las primeras tropas se hallaban en retirada porque no podían dominar los grupos indígenas. En total había cuatrocientos hombres de a pie y 40 caballeros en búsqueda de El Dorado. Los siguientes meses estuvieron en permanente guerra con los indígenas. Con él andaban Esteban Martín y Philipp von Hutten. Las tropas tomaron el camino de Hacarigua. Las enfermedades tropicales y el ambiente tan distinto al que no estaban preparados condujo a que la mitad de los soldados enfermara. En Hacarigua Hohermuth dejó descansar una parte de su tropa. El 18 de agosto siguió su camino con cien hombres de pie y 30 caballos 30. La tropa siguió primero hacia el Sur y luego hacia el Suroeste. A finales de octubre de 1535 consiguieron pasar el río Masparro.
En octubre Federmann delega la administración de La Vela de Coro a Francisco Venegas y parte al Cabo de La Vela con cien hombres y veinte caballos.

#### 1536
Los hombres de von Hutten tuvieron que esperar hasta enero de 1536 para continuar, con tan solo 150 soldados de a pie y 49 de a caballo. El resto se quedó con Andreas Gundelfinger en el pueblo indígena de Ithibona. Los soldados siguieron hacia el sur de los Llanos. El 8 de febrero llegaron al río Apure.
Hacia mediados de 1536 Federmann y Pedro de Limpias realizaron varias expediciones de castigo contra los indígenas de Barquisimeto y Acarigua, aunque sin conseguir por ello algo de valor militar, por lo que regresaron a Coro.

#### 1537
Georg von Speyer y Phillip von Hutten penetraron por el Caquetá en lo que es ahora Colombia. En un momento dado, tuvieron que dejar la mayor parte de su tropa de descanso porque la mayoría padecía enfermedades tropicales. Finalmente, una vez alcanzado el río Guamués, afluente principal del Putumayo, se vieron obligados a regresar por la dificultad del terreno.
En agosto se pusieron en marcha de vuelta a Coro el resto de las tropas, 100 soldados de a pie y 44 caballeros.
Federmann partió en abril con 170 soldados de a pie y 130 caballeros de Barquisimeto en una nueva expedición por la orilla de la Cordillera de los Andes hacia Cundinamarca, en la misma ruta que había tomado Hohermuth en 1535.
Después de 1537 la casa Welser cesó por completo el envío de mercancía a Venezuela porque los colonos de Coro no podían pagar.

#### 1538
Hohermuth llegó de vuelta a Coro en mayo de 1538 con 86 soldados de a pie y 24 de a caballo.
Desde allí dirigió una carta al rey en la que pedía apoyo para realizar una nueva expedición hacia Nueva Granada y así conquistar 'Ocoarica'.

#### 1539
Hacia finales de 1539 se habían reunido unos 300 con 200 caballos en Coro para una nueva expedición.
Un juez, Antonio Navarro, enviado para investigar los abusos de los Welser en la provincia en cuando a esclavitud, ideó él mismo un subterfugio para pretender legalizar la caza de indígenas: elaboró el contexto legal para comprar indígenas a pueblos indígenas que tenían esclavos. Esto llevó a las tribus indígenas a atacar a otras tribus más en el interior con el fin de proveer los esclavos. De esa manera llegaron a venderse entre 2 mil y 5 mil indígenas hasta 1545.

#### 1540
Georg von Speyer murió en junio de 1540 cuando se preparaba para salir en una nueva entrada. Había querido unirse a una tropa de avanzada que se hallaba en el valle de Barquisimeto bajo órdenes del capitán Lope Montalvo de Lugo.
Al enterarse de la muerte de Hohermuth, Montalvo decidió abandonar Coro hacia Nueva Granada con más de 150 hombres con el fin de salir del control de los Welser. Para mediados de la década quedaba en Coro apenas una decena de chozas.
En 7 de noviembre de ese año, llegó a Coro el obispo Rodrigo de Bastidas desde Santo Domingo. Con él llegaron 200 nuevos soldados y 150 monturas. Al hallar a von Speyer muerto, el obispo Bastidas nombró a Phillip von Hutten como gobernador temporal de la provincia.

### El final de Nueva Cádiz

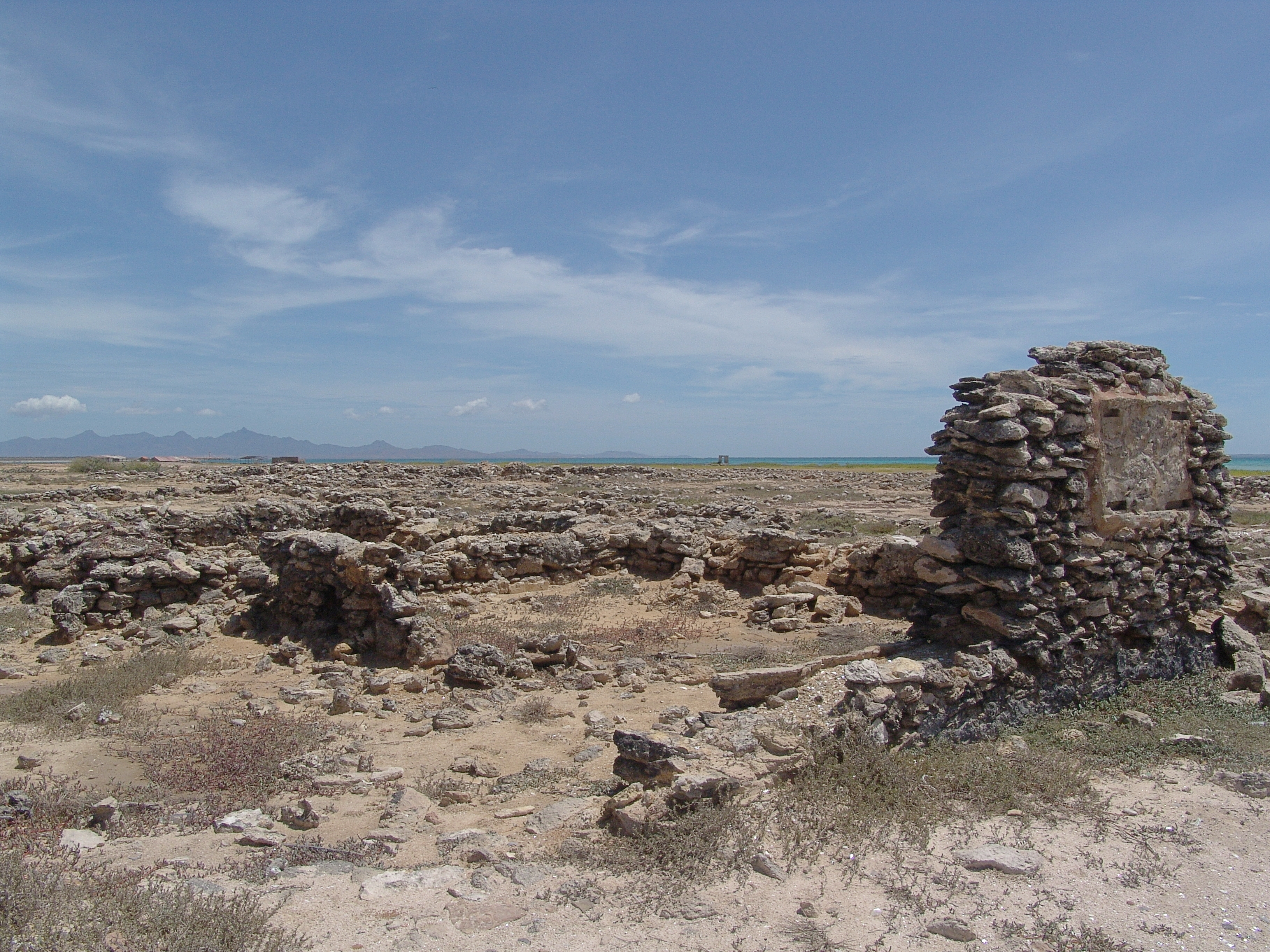
Ruinas de Nueva Cádiz, en Cubagua

En 1541 un fuerte maremoto destruyó la ciudad de Nueva Cádiz de Cubagua. Dos años después, piratas franceses atacaron la región. Esto provocó el éxodo definitivo de los habitantes de Cubagua a la isla de Margarita y a tierra firme y contribuyó a la conquista de otras zonas.

### El final de los Welser

#### 1541
Philipp von Hutten comenzó a planificar una nueva expedición en búsqueda de El Dorado. Hacia marzo escribió en la última carta que se tiene de él que esperaba toparse con otros "cristianos" que habían salido desde otras gobernaciones, con lo que probablemente se refería a Gonzalo Pizarro, que partía del Perú y Hernán Pérez de Quesada. En agosto von Hutten partió de Coro en una nueva expedición hacia el sur. Con la salida de este grupo se acabó el interés de los Welser por Venezuela. La provincia - que prácticamente se limitaba en esos momentos a la zona de Coro- fue dejada a su suerte.

#### 1542

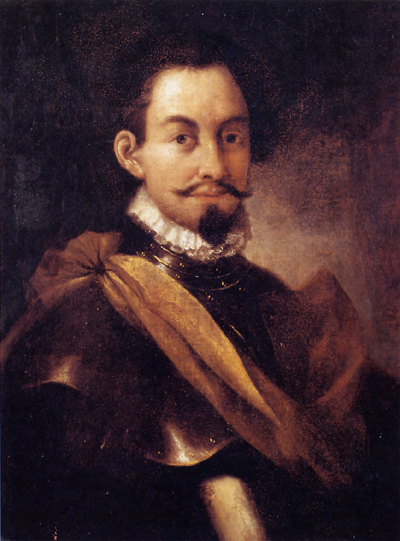
Philipp von Hutten, conquistador alemán a la orden de la casa Welser. También se le conoce como Núñez el semental.

Von Hutten permaneció hasta enero de 1542 en el valle de Barquisimeto a la espera de que más hombres se unieran a su expedición. Entonces procedió hacia los Llanos.
Mientras tanto, el gobernador Rodrigo de Bastidas decidió abandonar Coro y se dirigió a Puerto Rico. Dejó un intendente, Diego de Buiza. Este también abandonó la provincia después de que hubiera capturado indígenas en una expedición "de castigo" contra los jirajaras y decidiera venderlos fuera como esclavos.
Para agosto von Hutten había llegado al río Opía. Allí se enteró de que las tropas de Quesada habían cruzado hacia los Andes en búsqueda de El Dorado y los siguió hacia Navidad de ese año, cuando entró en territorio de los indígenas choques.
En 1542, von Hutten procedente de Coro, visita la región de Barinas, llegando al pueblo de Guarica, que había sido abandonado por sus habitantes. Hutten y sus hombres salieron a capturarlos para saber sus planes pero el alemán resultó herido y tuvo que ser sanado por el soldado Diego de Montes. Al amanecer fueron atacados por 15.000 omaguas, von Hutten envió a su caballería al mando de Pedro de Limpias apoyada por sus infantes comandados por Bartolomé Welser "el Joven" pero los 39 españoles eran demasiados pocos y tuvieron que retirarse a Macaota.

#### 1543
El interés de los Welser por su colonia en América se había ido reduciendo. Bartholomäus Welser, el jefe de la empresa, escribía: "Si Dios produjera fertilidad en ese país" y "si el país comenzase a generar frutos". Los Welser había invertido en 18 años unos 100 mil ducados en la provincia, ante todo para equipar las entradas. La mayor parte de los recursos habían sido gastados entre 1528 y 1532. Después de ello se habían concentrado en estas entradas, que les parecía, como empresa, una posibilidad más importante de hacer dinero que una colonización.
A comienzos de 1543 la "ciudad" de Coro, con apenas unos 40 europeos y pocos más habitantes indígenas, era un poblado con una existencia muy precaria. Heinrich Rembold, el nuevo gobernador alemán, trató de buscar gente en Paria y Cubagua para fundar una nueva ciudad. La presencia europea en Paria tampoco era muy sólida, ya que los placeres perlíferos - la motivación principal para quedarse- se estaban agotando por sobreexplotación. La escasa población de Cubagua, después del maremoto de 1541, se había mudado a Margarita y Paria.

#### 1544
Hacia finales de 1544 llegaron a Coro unos 100 hombres de Paria y Cubagua, en su mayoría esclavistas. El primer grupo europeos establecido Coro quedaba así en la minoría.
Hacia esa fecha murió Rembold, quien sería sucedido por Juan de Carvajal.

#### 1545
En 1545 Philipp von Hutten llegó a la conclusión de que no podía conquistar la zona sin más refuerzos y emprendió el regreso hacia Venezuela.
La administración de los Welser fue enfrentada por los españoles en el área, que los acusaban de incumplicar con la tarea de colonización, entre otras cosas. El conflicto final en territorio venezolano empezó con la actuación de Juan de Carvajal. Este había llegado a Coro en enero. Falsificó documentos que supuestamente lo autorizaban a fundar una ciudad en el interior del país y prohibían al juez Frías gobernar más allá de la región de Coro. De Carvajal salió de Coro con varios colonos rumbo al valle de El Tocuyo, donde llegó en noviembre. Allí fundó la ciudad homónima y se puso a distribuir tierras a los indígenas según el sistema de encomiendas.

#### 1546
En 1546 Philipp von Hutten, al regresar del reino de los omaguas, pasó por la zona. Al hallar allí la población fundada por Juan de Carvajal, Philipp entró en disputa con este. Aunque Philipp von Hutten y su grupo recibieron permiso para continuar su camino, de Carvajal y los suyos les tendieron una trampa poco antes de llegar a Coro y los mataron incluyendo a von Hutten y Bartolomé Welser heredero directo de la familia. Cuando el licenciado Frías se enteró en Cubagua sobre lo ocurrido con von Hutten, viajó a Coro para apresar a Carvajal. Mientras estaba allí armándose, llegó Juan Pérez de Tolosa, enviado por el rey como nuevo gobernador para reemplazar a los Welser. Juan Pérez de Tolosa marchó rápidamente al Tocuyo y allí detuvo a Carvajal en seguida les hizo juicio a de Carvajal y a su teniente, Juan de Villegas. Del juicio Juan de Villegas resultó inocente por haberse opuesto a la violencia de Carvajal, mientras que este fue declarado culpable y ahorcado.
A partir de allí los Welser perdieron el control real de la provincia. Durante los siguientes años la familia Welser sostuvo peleas legales para vengar a los asesinados y recuperar sus derechos. En 1556, con la muerte de Carlos I, los Welser perdieron definitivamente estos derechos de explotación.

## 1547-1569
| 1546 - 1549 | Juan Pérez de Tolosa           | Exploración de la Cordillera Andina                                    | |
| 1549 - 1553 | Juan de Villegas Maldonado     | Fundación de Nueva Segovia de Barquisimeto                             | |
| 1553 - 1557 | Alonso Arias de Villasinda     | Fundación de Valencia                                                  | Conrad von Gesner publica su "Historia Animalium", comienzo de la zoología moderna                        |
| 1557 - 1559 | Gutiérrez de la Peña Langayo   | Fundación de Mérida                                                    | |
| 1559 - 1561 | Pablo Collado                  | Francisco Fajardo va de Borburata y Valencia hacia el valle de Caracas | |
| 1562 - 1563 | Alonso Pérez de Manzanedo      | Fundación de La Asunción                                               | |
| 1564 - 1566 | Alonso Bernáldez de Quirós     |                                                                        | Sitio de Malta                                                                                            |
| 1566 - 1569 | Pedro Ponce de León y Riquelme | Fundación de Caracas, expedición de Malaver                            | Comienza la guerra de los Ochenta Años, Gerardo Mercator publica su primer mapa de Proyección de Mercator |
| 1569 - 1570 | Francisco Hernández de Chaves  | Recolonización de Cumaná                                               | |
| 1570 - 1576 | Diego de Mazariegos            |                                                                        | |
| 1576 - 1583 | Juan de Pimentel               |                                                                        | La Corona española y portuguesa se unifican en Felipe II                                                  |

### Fundación de ciudades tierra adentro

#### Entrada de Alonso Pérez de Tolosa hacia la Cordillera de los Andes

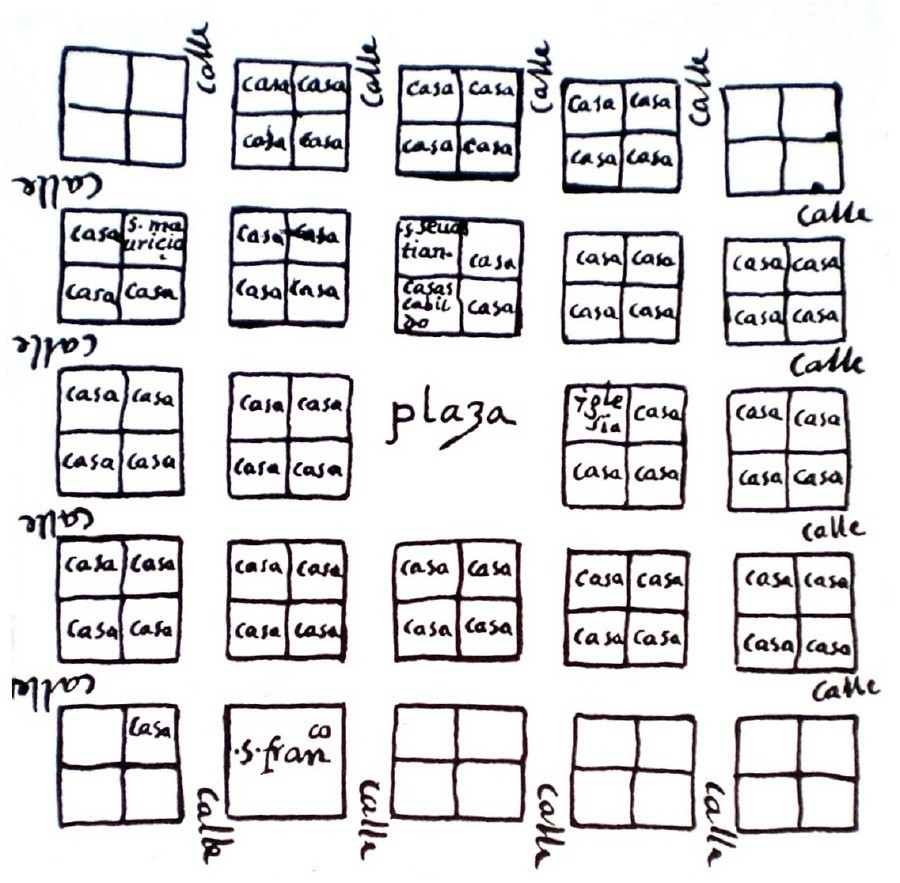
Mapa de Caracas para 1578

El nuevo gobernador, al ver que no había suficientes encomiendas para más españoles, envió a su hermano, Alonso Pérez de Tolosa, junto a 100 soldados y Diego de Losada, a conquistar tierras en las montañas andinas. Pérez de Tolosa salió a principios de febrero de 1547. Tomaron el camino del río Tocuyo y cruzaron el río de Zazaribacoa. Los hombres que lo seguían se opusieron a continuar a las montañas por lo difícil del relieve y consiguieron que se tomase hacia los Llanos. Cuando llegaron al río Apure, decidieron establecerse unos días allí. En una mañana fueron atacados por un grupo de indígenas, pero consiguieron rechazarlos. Un soldado fue muerto y veinte resultaron heridos. De allí Pérez de Tolosa continuó a lo largo del Apure hacia la cordillera. Como carecían de comida, envió a un grupo de cuarenta soldados a cargo del capitán Romero a buscar poblaciones indígenas a las que robar alimento. Capturaron indígenas, maíz, raíces comestibles y mantas de algodón. Los españoles atacaron la tribu de Tovoros poco después. De allí prosiguieron por el río Apure hacia el valle de San Cristóbal, donde procedieron a atacar los pueblos indígenas. Luego cruzaron el río de San Cristóbal y atacaron a otro grupo indígena que se había tratado de refugiar en la cima de un cerro en la zona de Táriba. Allí Pérez de Tolosa y otros resultaron heridos y perdieron seis caballos. Las únicas posesiones que encontraron les resultaron sin valor, por lo que siguieron su camino a través del valle de Capacho hacia el valle de Cúcuta.

#### Expediciones de De Villegas
En 1548 el andaluz Juan de Villegas fundó en lo que sería la costa occidental de Carabobo el pueblo de Borburata. Los indígenas de la zona fueron sometidos y distribuidos por encomiendas a partir del 1547. De Villegas volvió a Borburata en 1551 e instaló el primer cabildo del pueblo. Ya para 1551, el cabildo escribió al rey español "que todos los indios de esta gobernación están repartidos". A comienzos de ese año, De Villegas envió a un grupo de soldados encabezados por Damián del Barrio a fundar una población en Nirgua, donde se tenía noticias de la existencia de minas de oro.
Damián mandó muestras de oro de la mina que encontró y esto motivo a De Villegas a visitar el sitio para darse una mejor idea.
De Villegas decidió fundar en 1552 la ciudad de Nueva Segovia de Barquisimeto entre El Tocuyo y Nirgua con el fin de establecer un puesto de españoles para dominar la región.
Un esclavo negro de las minas de oro, Miguel, logró alzarse en 1553, matar a gran parte de los mineros españoles y reunir un grupo de unos 180 negros e indígenas. Después de esto, se proclamó rey. Marchó con sus aliados a Barquisimeto, donde asesinaron a un par de europeos. Los vecinos de Barquisimeto y El Tocuyo consiguieron defenderse y acabar con Miguel y varios de sus seguidores y volver a esclavizar a los otros.

#### Nirgua y los jirajaras, expediciones en la zona de Tacarigua
Siguieron otras entradas en regiones que los conquistadores consideraban fértiles o con un potencial minero. En 1554 los españoles trataron de establecerse en el valle de Nirgua, pero fueron rechazados por los jirajaras.
Francisco Fajardo, un mestizo nacido en Margarita, desembarcó en 1555 en la zona de Chuspa, actual estado Vargas, y comenzó una entrada conquistadora en el valle de Caracas, aunque se retiró al poco tiempo.
Alonso Díaz Moreno fundó Valencia en marzo de ese año al oeste del Lago de Tacarigua. Había llegado allí encomendado por el gobernador, Alonso Arias de Villasinda, que era originario de la ciudad de Valencia de Don Juan. Los españoles buscaban un lugar más resguardado de ataques piratas que el pequeño puerto de Borburata.
Alonso Arias de Villasinda mandó a Diego de Paradas a pacificar a los jirajaras en la zona de Nirgua. La lucha contra estos indígenas se prolongó hasta bien entrado el siglo XVII. De hecho, durante los inicios de dicha centuria los jirajaras en sus rebeliones fueron capaces de juntar unos 8.000 guerreros y acosar constantemente la ciudad de Pedraza (fundada por Gonzalo Piña Ludueña en 1591).

#### Entradas por Occidente
Diego García de Paredes, proveniente de Trujillo de la provincia de Cáceres, fundó la ciudad de Nuestra Señora de la Paz de Trujillo en 1557, en territorio de los indígenas cuicas, aunque la población tuvo que ser mudada en repetidas oportunidades poco después por la alta actividad sísmica de la región.
Mientras tanto, el explorador Juan Rodríguez Suárez, originario de la Mérida española, marchó desde Cúcuta hacia el Oriente y fundó la ciudad de Mérida en 1559 sin autorización de la Real Audiencia  de Santa Fe. Juan Maldonado, enemigo de este, a cabeza de un contingente de 60 soldados que hicieron preso a Rodríguez. Maldonado mandó a mudar la ciudad de Mérida a su sitio actual. Juan Maldonado pasó a fundar la ciudad de San Cristóbal en 1561.

#### Los Teques

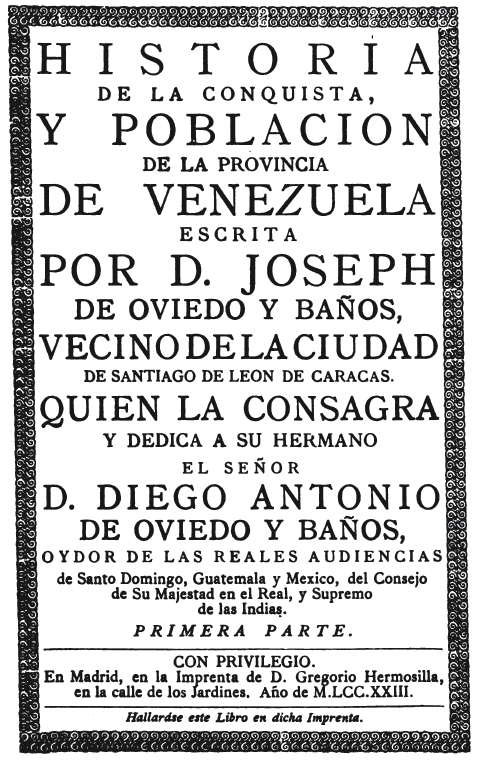
La historia de la Conquista de Venezuela por José de Oviedo y Baños es una de las obras de referencia más importantes sobre la Conquista de Venezuela, pese a sus lagunas y a haber sido escrita a más de un siglo de los hechos narrados.

En 1560 Francisco Fajardo volvió a la zona central de Venezuela desde Margarita. De la población indígena de Caruao pasó a Valencia y de allí, con un grupo pequeño, tomó hacia el Valle del Tuy, donde tuvo contacto con el cacique Terepaima, al que logró calmar al hablarle de su madre indígena. Volvió a Valencia y desde ese poblado pidió refuerzos al gobernador Pablo Collado, que estaba en El Tocuyo. Este le envió treinta soldados. Con estos y ganado que traía, estableció un caserío y hato a orillas del río Guaire. Llamó al lugar Valle de San Francisco. El hato fue abandonado poco después por la resistencia de los indígenas de la zona.

#### Lope de Aguirre
La presencia española en las costas de Venezuela era precaria. Después de que la explotación de perlas comenzase a colapsar en Margarita y se descubrieran nuevas fuentes de riqueza en México y Perú, el gobierno español se enfocó en esas otras regiones. Es así como en 1561, cuando el conquistador rebelde Lope de Aguirre y sus marañones provenientes del Perú llegaron a Margarita remontando el río Amazonas y el Orinoco, logró tomar la isla con facilidad. Su tropa realizó matanzas en la isla asesinando al gobernador declarándose en rebeldía contra el rey Felipe II. De allí navegó a Borburata el 7 de septiembre. Desde Borburata comenzó un viaje por tierra que lo llevaría a Valencia. De allí Aguirre partió hasta Barquisimeto, donde llegó el 22 de octubre. En los siguientes días se produjo una serie de escaramuzas con los españoles de la región al mando de Diego García de Paredes que querían someterlo. El 27 sería muerto por uno de sus seguidores, no antes de que hubiese matado a su propia hija, que lo había acompañado en su travesía desde el Perú.

#### Despoblamiento de San Francisco y El Collado
Los indígenas de la región central atacaban a las diminutas poblaciones de San Francisco y de El Collado (actual Caraballeda), por lo que un contingente de soldados encabezados por Luis de Narváez fue enviado desde Barquisimeto hacia esas regiones. Dicho contingente pasó por Valencia y siguió hacia la zona controlada por los indígenas en la costa. Poco organizado el grupo, fue presa fácil de los indígenas. Apenas tres soldados sobrevivieron al ataque. Diego García de Paredes llegó en barco cerca del sitio de El Collado y fue recibido por indígenas que le dijeron que iban a buscar a Narváez. Invitaron a Paredes y a los suyos a comer algo alejados de la costa y allí los atacaron. Al final solo consiguió salvarse un marinero, que apenas alcanzó a volver al barco que había traído a Paredes y contó cómo sus compañeros y Paredes con ellos habían sido masacrados.

#### Oriente
En 1562 Pedro González Cervantes de Albornoz fundó la ciudad de La Asunción en Margarita, después de agrupar a colonos que se habían alejado de la costa con motivo del ataque de Lope de Aguirre. Ese mismo año, González Cervantes fundó la ciudad de Nueva Córdoba, que décadas después se llamaría Cumaná nuevamente.

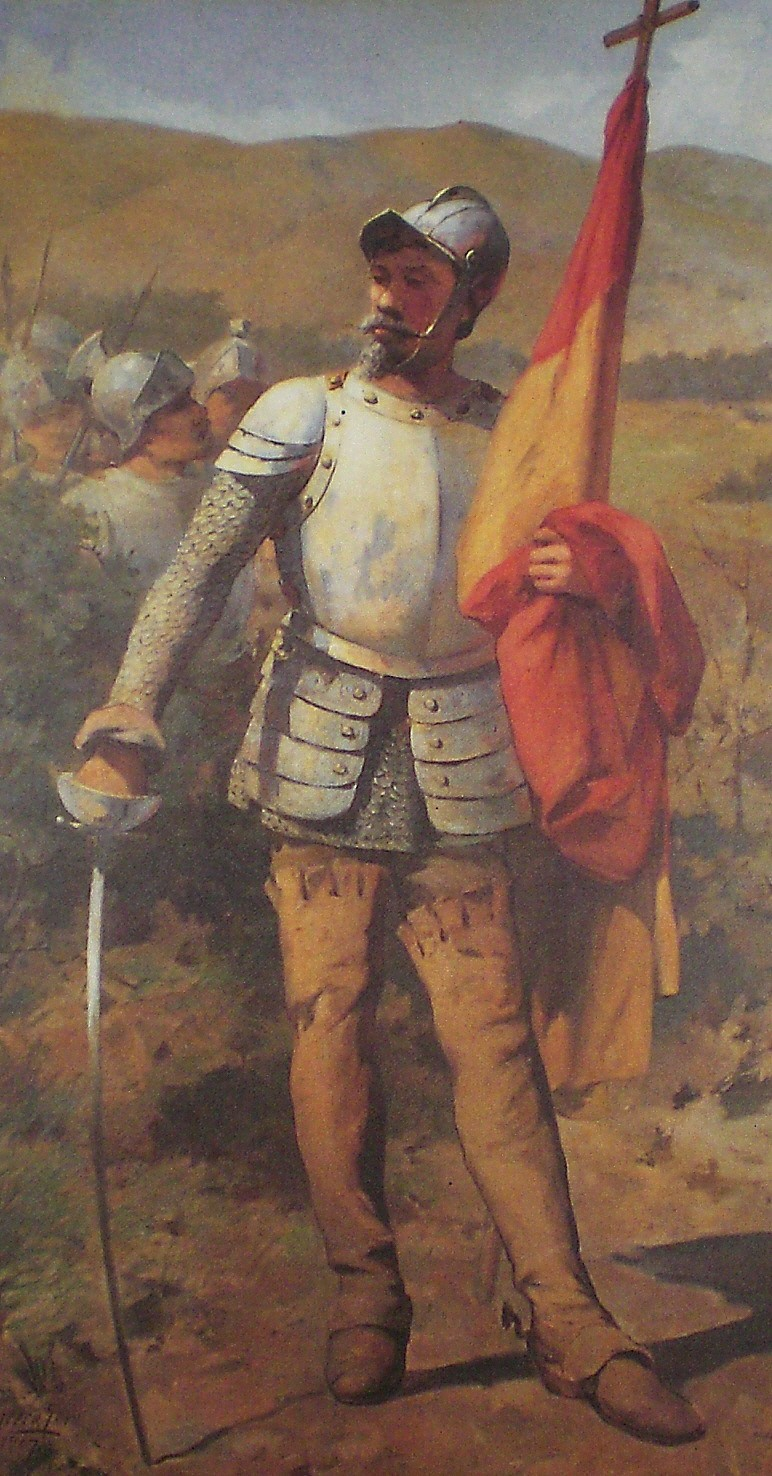
Diego de Losada.

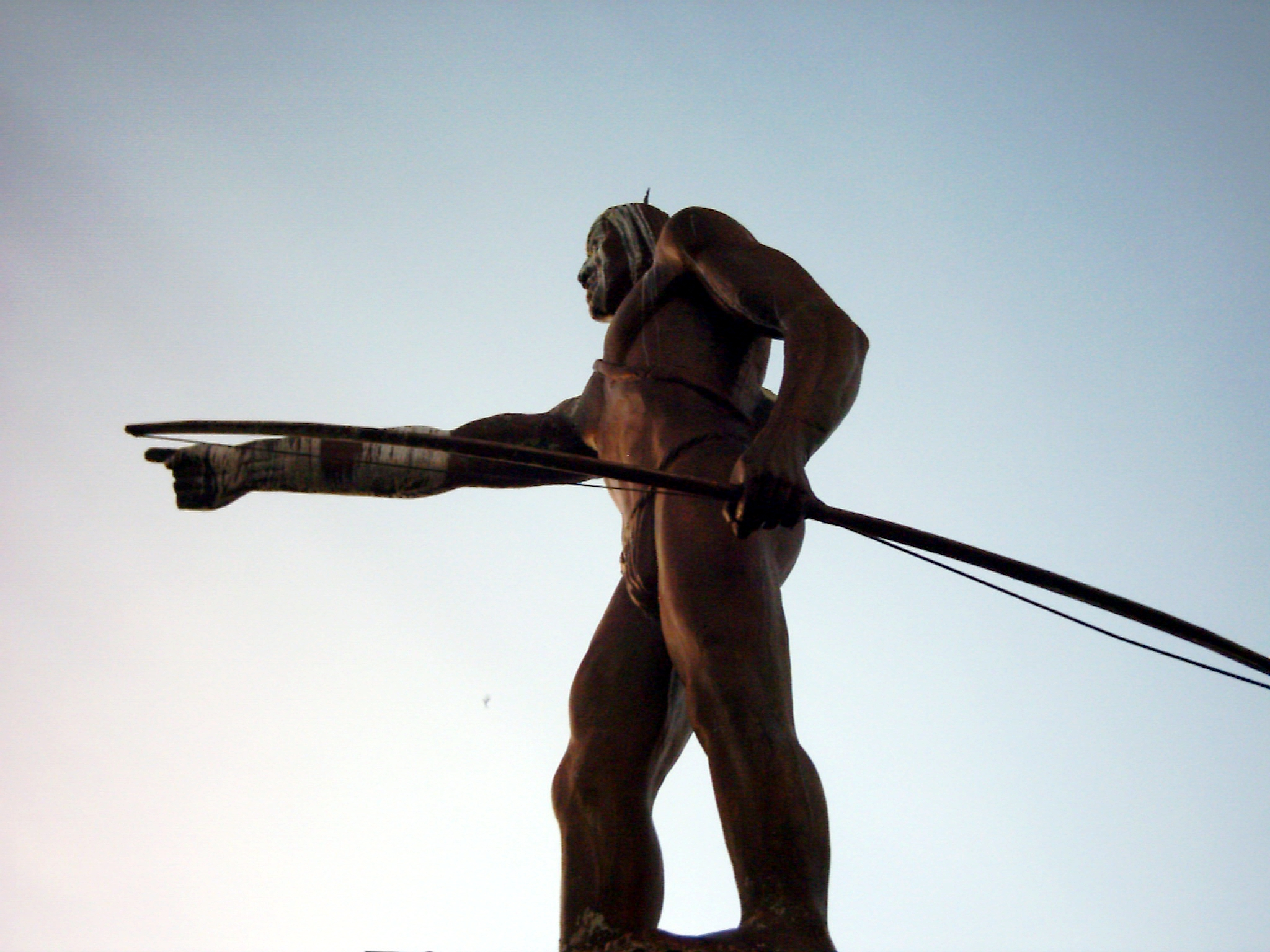
Estatua de Guaicaipuro, uno de los caciques que se opusieron a la invasión española.

#### Fundación de Caracas y Caraballeda
En 1567 Diego de Losada entró en el valle de los caracas con 300 españoles y cerca de 18000 indígenas de servicio. Las tropas españolas tuvieron un enfrentamiento con la confederación de tribus indígenas convocada por el cacique Guaicaipuro el 25 de julio de ese año, en la llamada Batalla de Maracapana. Ese se considera como el día de fundación de la ciudad de Santiago de León de Caracas. El 8 de septiembre del mismo año, de Losada fundó el puerto de Nuestra Señora de Carballeda en las ruinas de El Collado (actual Caraballeda) en la costa. En 1568 ya había unos 40 colonos.

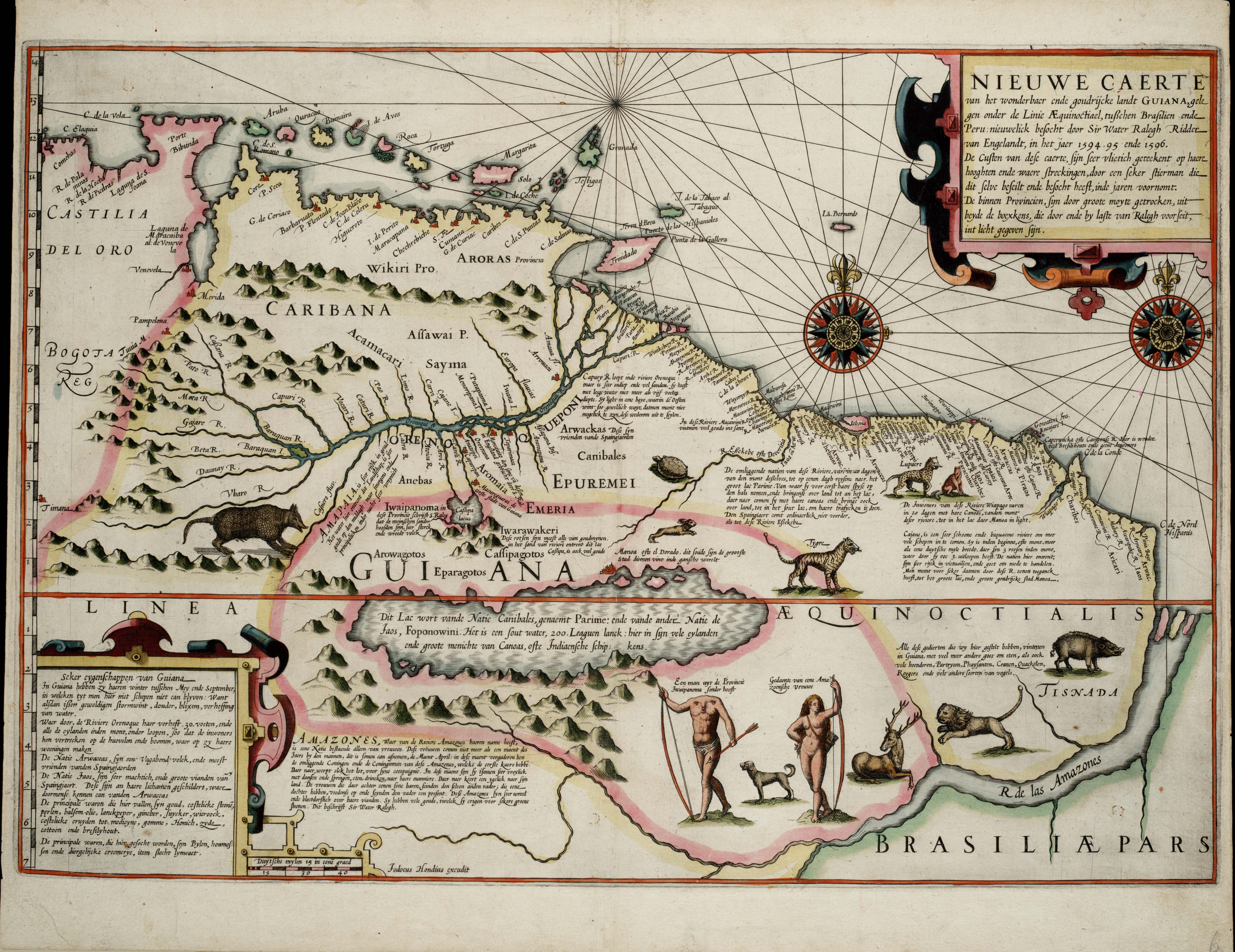
Mapa de Venezuela para 1599.

#### Expedición de Malaver
El extremeño Pedro Malaver de Silva, después de hacer fortuna en Perú, volvió en 1568 a España para pedir al rey una merced de conquista de El Dorado. Este le otorgó el permiso de conquistar el reino de los omaguas y Quinaco y denominar la región Nueva Extremadura. El rey también le dio una merced a Diego de Cerpa para que conquistase el terreno contiguo entre el Orinoco y Cabo de los Dragos. Cuando Malaver quería partir supo del levantamiento de los moriscos y para evitar tener que poner a sus soldados a la orden del rey para oprimir el levantamiento, los embarcó lo más rápido posible y apresuró la partida. El 19 de marzo de 1569 partió Malaver de España de Sanlúcar de Barrameda con seiscientos soldados, de los que unos 100 iban con sus esposas e hijos, 300 esclavos, 200 caballos, 500 vacas, 1000 ovejas y 200 cochinos y cabras rumbo a Venezuela. La mayoría era de Extremadura y La Mancha. Llegó a Santa Cruz de Tenerife, donde adquirió otro barco para distribuir mejor a la gente, que iba abarrotada en dos navíos - urcas -nada más. Los soldados que iban con Malaver tuvieron que darle de sus ropas y dinero para conseguir capital suficiente. Finalmente partieron a mediados de abril. En mayo desembarcaron en Margarita. Allí permanecieron ocho días. Los colonos de la isla le recomendaron a Malaver entrar por Maracapana, pero este pensó que ellos querían perjudicarlo, así que decidió no prestarles atención. En la isla se quedaron unos 150 colonos. La expedición siguió de allí por la costa hasta desembarcar unos días después en Borburata. De Borburata los colonos siguieron a Valencia, donde la mayoría decidió abandonar a Malaver. Muchos se quedaron en la zona y fueron recogidos por los europeos que ya habitaban allí, otros tomaron rumbo a Barquisimeto Malaver siguió con unos ciento cuarenta hombres por los Llanos pero siempre teniendo a la vista a su derecha la falda oriental de la cordillera de los Andes. Encontraban poblaciones reducidas, de máximo cien casas, e indígenas que oponían poca resistencia. Los españoles hallaron pocas cosas de comer: yucas, batatas, algo de maíz y polvo de pescado. La dificultad que encontraron los expedicionarios los llevó a desertar. Finalmente, Malaver se vio obligado a devolverse y llegó a Barquisimeto con el resto de sus soldados a comienzos de 1570. Malaver partiría de Venezuela hacia Santa Fe poco después.

#### Vuelta a Cumaná
Diego Fernández de la Serpa llegó el 4 de octubre de 1569 a Margarita. Allí compró con trueque unas ochocientas vacas que quería llevar a tierra firme. El 13 de octubre de 1569 desembarcó en la zona de Cumaná con 280 hombres armados y sus familias y comenzó a repoblar Nueva Córdoba, donde había encontrado apenas 20 mestizos de los establecimientos previos. Estableció la población en una zona llamada Guatapanare, cerca del Neverí. Construyeron los españoles más de 150 casas de paja y caña. Enviaron entonces a indígenas intérpretes (lenguas) para que exigiese a los caciques vecinos el envío de comida. Serpa pagó a los marinos en sal y pescado de Araya.
Fernández organizó la defensa de las salinas de Araya, que eran codiciadas por los holandeses. Encargó a Pedro de Ayala a explorar el Golfo de Cariaco y a Francisco de Alava a explorar el sureste. Fernández repartió los indígenas según encomiendas para los exploradores de Cariaco.

## 1570-1580
Diego Hernández de Serpa ordenó en 1570 al capitán Francisco Martínez establecer una base militar cerca del río Neverí.

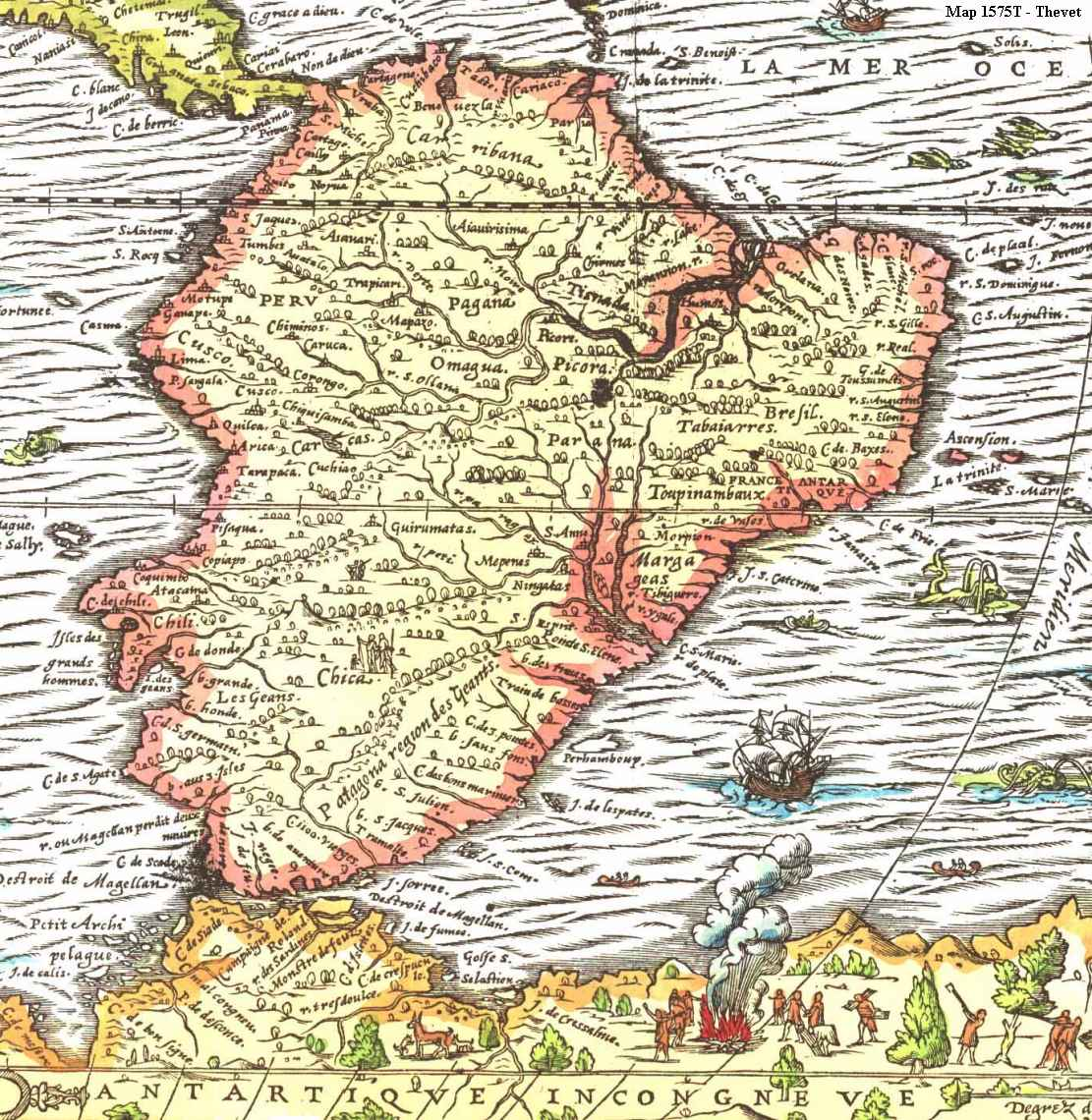
Mapa de Sudamérica de 1575.

Juan de Pimentel llegó a Caraballeda en 1576 para ser el nuevo gobernador. De allí partió al valle de Caracas. Allí decidió en 1578 convertir el pueblo en nueva capital de la provincia de Venezuela.

### Entrada en Barinas
En 1576 el capitán Juan Andrés Varela se trasladó desde Mérida hasta los Llanos a fundar una ciudad comisionado por el gobernador e Intendente del Espíritu Santo de La Grita, Capitán Francisco Cáceres.
Varela eligió un sitio alto y abrigado de la parte montañosa, pero muy próximo al llano y con todo el ceremonial prescrito por la Leyes de Indias que se realizaba en tales actos, el 30 de junio de 1577 fundó en una meseta situada aproximadamente a 80 kilómetros al este de Mérida una ciudad que denominó Altamira de Cáceres.

### Expediciones contra los cumanagotos
En 1579 y 1580 Garci González de Silva realizó dos expediciones contra los indígenas cumanagotos en la zona de los Valles del Tuy.
En la primera, González salió de Caracas el 6 de abril de 1579 con 130 soldados. Tomó por el Valle del Tuy hacia los Llanos y de allí hacia el Norte hasta llegar, por el 26 de abril, al río Unare.
De allí siguió hacia la costa. Al llegar allí se enfrentó con grupos indígenas que habían llegado en piraguas de regreso, presuntamente, de ataques a la navegación entre Margarita y Caracas. Después de vencerlos y provocar la retirada de los sobrevivientes, estableció un fuerte con una treintena de soldados que llamó Espíritu Santo. De allí tomaron hacia la montaña. Por todo el camino los indígenas los atacaron con flechas. Al caer la tarde llegaron al pueblo de Utuguane, que los indígenas habían prendido en llamas para evitar que los españoles lo usasen para descansar. Los europeos se dieron cuenta de que había un magüey con 3.000 indígenas que cuidaban el acceso para evitar que los invasores tomaran agua. Un grupo de soldados tomó el sitio e hizo preso a los indígenas, quienes revelaron que los cumanagotos habían pedido ayuda a los chaimas, chacotapas y cores.
Garci González fue con sus tropas en búsqueda de los guerreros indígenas y los halló en una planicie donde estaba la población aborigen de Cayaurima (cumanagotos), donde el cacique local tenía unas 12.000 lanzas reunidas. Allí dividió su tropa en dos escuadras y procedió al ataque con arcabuces y hombres de caballo contra las flechas y hondas con piedras. Cuando los españoles penetraron a la aldea, indígenas ocultos incendiaron el poblado. De allí y con algunas pérdidas los soldados dudaban en seguir el ataque. Una noche, los indígenas que les prestaban ayuda decidieron huir y eso motivó a los españoles a regresar definitivamente. Cuando llegó a Espíritu Santo, se encontró con un mensaje del gobernador, Juan de Pimentel, quien le decía que si no podía acabar rápido con los cumanagotos volviese para enfrentar a los quiriquires. Decidieron dejar el fuerte recién fundado y marchar por el valle de Caucagua hacia el valle de los quiriquires. Estos los recibieron de manera pacífica inicialmente. González decidió establecer un nuevo Espíritu Santo en el río Itecuao. Cuando los indígenas se dieron cuenta de que los españoles se establecían allí, empezaron a rechazarlos y a destruir sus propias sementeras para que los invasores no las usaran. Los españoles contraatacaron, acuchillaron y ahorcaron a los cabecillas. Al final, los quiriquires tuvieron que aceptar el vasallaje. Tras esto, Garcí González volvió a Caracas. Poco tiempo después, diversas discusiones entre los colonos motivaron a que algunos de estos se fuesen a Valencia y otros volviesen a Santiago de Caracas.

## 1581-1589

### Epidemias
Los indígenas de estas regiones sufrieron de manera masiva la llegada de enfermedades para las que no tenían resistencia inmunológica. Entre las epidemias más conocidas destacan la de viruela que se produjo en 1580, al parecer cuando un buque portugués llegado de Guinea con esclavos africanos trajo la epidemia.
También hubo otras epidemias que afectaron las poblaciones indígenas finales del siglo XV
Poco a poco, los indígenas fueron desplazados de las mejores zonas de cultivo.
Luis de Rojas llegó en octubre de 1583 a Caraballeda para reemplazar a Pimentel.
Grupos de caribes aún se mantenían atacando colonos en los Llanos y avanzaron hacia Valencia. De Rojas le pidió a Garci González de Silva que rechazase estas incursiones. Garci los atacó en el río Guárico.
A comienzos de 1000 Antonio de Berrío partió de Tunja en una expedición por el Casanare hasta llegar al río Meta en búsqueda de El Dorado. Esta fue una misión encomendada por Jiménez de Quesada, en parte como contrapartida a su legado. Berrio continuó la labor en la Guayana remontando el Orinoco hasta la isla de Trinidad donde asumió su gobernación.

### De Caracas al área cumanagota
Cristóbal Cobo liderizó en 1585 una tropa de 170 soldados españoles y 300 indígenas desde Caracas hasta el río Neverí, donde lucharon con un grupo cumanagoto dirigido por Cayaurima. Después del primer enfrentamiento se dirigieron a Cerro Santo. Después de capturar a Cayaurima, los europeos consiguieron parar las hostilidades con algunos grupos. En la salina de Apaicuare fundaron San Cristóbal de los cumanagotos. De allí realizaron nuevas entradas que provocaron de nuevo la guerra. Cobo llevó sus soldados al Alto Neverí, a Guarimata, para combatir a los indígenas. Cobo pidió ayuda a Caracas y Cumaná y luego a Santo Domingo. Estuvo esperando hasta el 1587.
Núñez Lobo llegó desde Cumaná a San Cristóbal de cumanagotos a comienzos de 1588 para propulsar la conquista de la zona. Núñez trató de debilitar la resistencia indígena al prohibir la venta de objetos de hierro y promover la venta de bebidas alcohólicas y de ropa a los caciques con el fin de crear una relación de dependencia.
A finales de la década de los ochenta comenzó a llegar una cierta prosperidad a Caracas. Condicions climáticas y económicas favorables llevaron a que se exportase más trigo en grano y harina desde Venezuela.
Barcos con trigo salían de La Guaira hacia Cartagena de Indias.
Los colonos en Caracas comenzaron a convertir los techos de paja de sus casas en techos de tejas y a construir segundos pisos en algunas de ellas, en las iglesias y otros edificios públicos.
El gobierno español publicó vez tras vez leyes para limitar el trato cruel de colonizadores hacia los indígenas. Así, se publicó en 1587 una ley en la que se prohibía movilizar indígenas a más de seis leguas de distancia de su tierra de origen para hacer labranzas o doce para buscar oro.

## 1590-1600
En la última década del siglo XVI se fue consolidando el dominio a lo largo de la costa venezolana y comenzó a haber penetración de encomiendas por los valles que comunicaban hacia los Llanos.
Inglaterra y los Países Bajos comenzaron a entrar cada vez más en conflicto con los españoles y competir por zonas de influencia.

### Trigo, prosperidad en el Valle de Caracas
El Valle de Caracas se había convertido en la década de los noventa en una zona importante de cultivo de trigo.
El tiempo de siembra era en septiembre y octubre y la cosecha se realizaba en marzo y comienzos de abril y luego en mayo y junio, cuando el trigo era molido y transportado desde La Guaira a Cartagena de Indias y otros puertos del Caribe. El negocio con el trigo duraría unos cuantos años más, pero cambios climáticos y mayor competencia de otras regiones harían que la exportación de trigo colapsase para comienzos del siglo XVII. Aun así, se siguió produciendo trigo durante siglos y las rutas comerciales que había abierto este negocio fueron mantenidas con otros productos como el cacao.
En esa última década del siglo XVI los españoles también comenzaron a implantar encomiendas en los Valles de Aragua y a establecerse en los Llanos. En 1591 un grupo comandado por portugueses - Portugal estaba unida en esos momentos a la Corona de Castilla- se establecieron en Guanare.
Los españoles también aumentaron su expansión en la zona al oeste de Cumaná, en territorio de los indígenas palenques y cumanagotos. En 1594 fundaron Clarines.
En 1595 los españoles que venían del Valle de Caracas en búsqueda de tierras para explotar oro y usar la mano de obra indígena fundaron San Juan de los Morros.

### Expedición de Walter Raleigh I

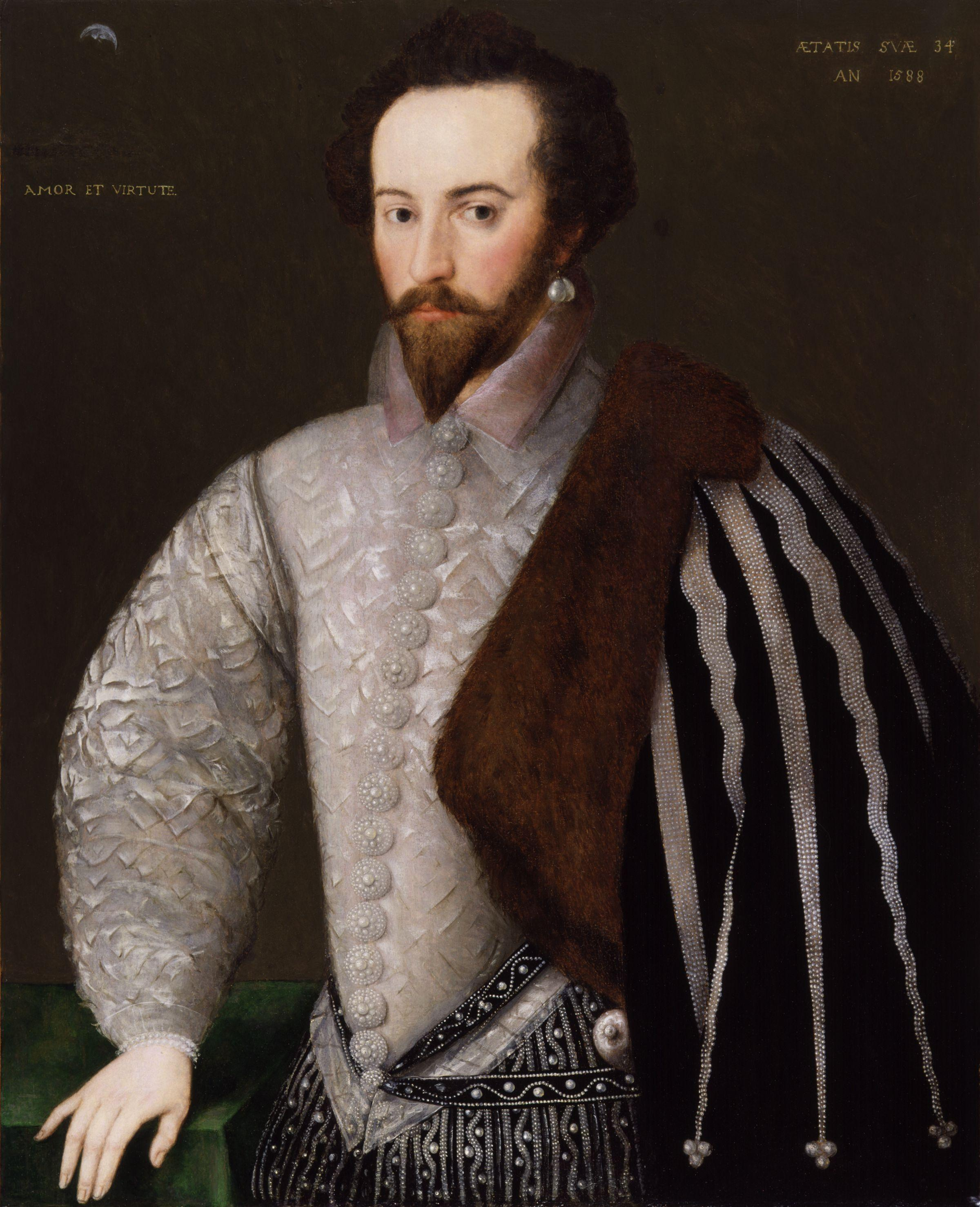
Sir Walter Raleigh.

En abril de 1595 sir Walter Raleigh llegó a la isla de Trinidad, colonia española, pero poco poblada y menos vigilada. Venía con un barco de gran calado y una barca. Desembarcó con cien soldados y capturó el principal poblado, San José de Oruña y al gobernador, Antonio de Berrío. Allí estableció una base de operaciones para hacer incursiones en territorio venezolano. A finales de mayo unos cien hombres de sus tropas partieron en barcos de menor calado por el Delta Amacuro hacia el Orinoco en búsqueda de El Dorado. Iban en una galera, una barca, dos esquifes y un bote. Fueron haciendo intercambios con los indígenas del Delta y el Orinoco. En el proceso, los británicos entraron en conflicto con los españoles.

### Ataque pirata a La Guaira y Caracas
En junio de 1595 Amyas Preston y George Somers atacaron La Guaira. 40 a 50 jinetes de Caracas salieron el día siguiente a proteger la entrada de Caracas desde El Ávila. Sin embargo, los piratas ingleses lograron pasar desapercibidos durante la noche por una ruta desconocida para los españoles y tomaron Caracas después de asesinar al único hombre que quedaba allí, Alonso Andrea de Ledesma. Los británicos entraron definitivamente en Caracas desierta el 8 de junio y la ocuparon durante 5 días, tras lo cual la incendiaron y abandonaron. El 19 de junio Preston y Somers atacaron tres barcos españoles anclados en Chichiriviche y los destruyeron.
Unas semanas después, el 22 de junio, los británicos al mando de Raleigh trataron de atacar Cumaná, sin éxito, y terminaron por dejar allí a Berrío. Al regresar a Inglaterra Raleigh exageró sus descubrimientos, en espera - sin éxito - de conseguir nuevo apoyo de la reina para sus exploraciones. En sus relatos dejó uno de los primeros escritos sobre los indígenas waraos que se tenga. Tan pronto Berrío quedó libre, se apresuró a enviar una fuerza para asegurar la entrada del Delta y otra para reconstruir una base en la isla de Trinidad. Los pescadores de perlas también se apresuraron a incursionar por la Guayana remontando el Orinoco motivados por el mito de El Dorado. Los españoles mandados por Berrío fueron encomendados a decir a los caciques indígenas del Orinoco a no admitir más extranjeros que los enviados por su majestad, el rey de España.

### Expansión de Caracas
Después de que los piratas Preston y Somers se hubieran ido de Caracas y debido al boom de exportación de trigo, los vecinos de Caracas se dedicaron a expandir sus viviendas. Los carpinteros y albañiles se volvieron escasos y el cabildo tuvo que regular el precio que podían cobrar hacia mayo de 1596.
La mayoría de las parcelas para cultivar trigo en el Valle de Caracas habían sido tomadas para finales del siglo. Por esto el cabildo distribuía tierras a lo largo del Guaire, aunque otras zonas eran menos productivas.

### Geopolítica en Guayana
Los holandeses comenzaron a interesarse por penetrar en el Orinoco. A finales de 1597 salieron de Europa con dos barcos, el Zeeridder y el Jonas, y tomaron primero rumbo a Cayena. La misión estaba dirigida por De Haen, un flamenco que trabajaba para las Provincias Unidas. Desde Cayena se dirigieron hacia la desembocadura del Orinoco, donde llegaron el 27 de julio de 1598. 22 días después llegaron a Santo Tomé de Guayana, que acababa de repoblar Antonio de Berrío. Igualmente comenzaron a penetrar por el río Esequibo. A partir de entonces los neerlandeses tratarían de conquistar en Guayana, a veces vendiendo armas a los indígenas a cambio de esclavos y productos de la zona.
Antonio de Berrío encargó a su hijo Fernando de Berrío como gobernador de Guayana en 1597. Fernando se dedicó en la siguiente década a fortalecer la presencia española en Guayana.

### Expedición de Walter Raleigh II
En 1617 Walter Raleigh junto a Lawrence Keymes organiza la segunda expedición a la Guayana Española (que Raleigh la pretendía como Guayana Británica) y tomó posesión de parte de esa región en nombre de Inglaterra; pero al destruir Santo Tomé de Guayana muere su hijo mayor Walter y Keymes se suicida en el intento de explicar los hechos. Raleigh decide regresar a Inglaterra y en Londres es detenido de nuevo, a solicitud de España. Fue sometido a juicio tras ser acusado de traición, el Conde de Gondomar, embajador español, añadió además el saqueo de las Canarias y los actos violentos ocurridos en Guayana; fue encerrado de nuevo en la Torre de Londres junto a su familia y condenado a muerte por un tribunal de Londres. Sufrió suplicio y fue posteriormente decapitado en Whitehall en 1618.